# Casos de abuso sexual infantil cometidos por miembros de la Iglesia católica
Los casos de abuso sexual cometidos por miembros del clero de la Iglesia católica hacen referencia a una serie de condenas, juicios e investigaciones sobre casos y crímenes de abuso sexual infantil cometidos por sacerdotes y miembros del clero católico en contra de menores de edad, que van desde los 3 años, e involucran, en la mayoría de los casos, a niños y adolescentes de entre 11 y 14 años. Estos crímenes pueden incluir sexo anal y/o penetración oral. Los casos han sido documentados y denunciados ante las autoridades civiles de varios países, lo que resultó en la persecución de los pederastas y demandas civiles contra las diócesis de la Iglesia católica. Muchos de los casos salen a la luz décadas después. Las demandas ante las autoridades han sido hechas también contra la jerarquía católica, quien en muchas ocasiones obstaculiza las investigaciones, además de no reportar y encubrir a los sacerdotes pederastas, trasladándolos de las parroquias para evitar su detención y juicio.
A partir de la segunda mitad del siglo XX se han incrementado las denuncias por abuso sexual infantil en todas sus variedades por parte de religiosos católicos. En los últimos años, han cobrado relevancia los casos de Irlanda, Estados Unidos, Alemania y Chile, donde las autoridades han encontrado culpables a sacerdotes de cientos de acusaciones de pederastia. El escándalo ha alcanzado a congregaciones como la Legión de Cristo; ocasionó la renuncia de los obispos irlandeses de Cloyne, John Magee, y de la diócesis de Kildare y Leighlin, James Moriarty, quienes reconocieron haber sido negligentes ante las denuncias de pederastia por sacerdotes en sus diócesis; y ha llevado a la cárcel a varios sacerdotes católicos. En abril de 2010, Roger Joseph Vangheluwe dimitió como obispo de Brujas por su abuso sexual contra un joven cuando era sacerdote y al comienzo de su episcopado. Organizaciones de víctimas de pederastia han señalado que los papas Juan Pablo II, Benedicto XVI y Francisco tienen algún grado de responsabilidad al haber encubierto abusos u omitido las denuncias.
La Santa Sede, por la voz de Benedicto XVI, ha condenado los abusos y reconocido los casos que han llevado al escándalo por esta causa en la primera década del siglo XXI. A través de un comunicado dirigido a los católicos de Irlanda, el máximo jerarca ha reconocido la actuación "insuficiente" de la Santa Sede en los casos denunciados y reconoció que se trataba de actos criminales que dañaron a las víctimas y han dañado la imagen de la Iglesia en el mundo; actos por los cuales los sacerdotes "deberán responder —dijo el papa— ante Dios y los tribunales debidamente constituidos".
El papa Benedicto XVI ha reconocido los casos de pederastia cometidos por sacerdotes, ha pedido perdón a las víctimas y sostenido que los culpables deben responder ante los tribunales. El papa Francisco publicó una carta dirigida «al Pueblo de Dios» el 20 de agosto de 2018 en la que condena los abusos sexuales cometidos por los sacerdotes. El director de la Oficina de prensa de la Santa Sede indicaba que el papa dice que se necesita urgentemente que los culpables rindan cuentas, no solo los que cometieron esos crímenes, sino también aquellos que los cubrieron. Lo cual en muchos casos incluye a los obispos. Además de hacer un llamamiento a toda la Iglesia Católica para que se adopten las medidas de protección necesarias en todas las instituciones; y, así mismo, que el texto del papa «es para Irlanda, para Estados Unidos, es para Chile, pero también para el resto de fieles que conforman el pueblo de Dios.» Sin embargo, a juicio de las organizaciones de sobrevivientes de abuso eclesiástico, no se han producido avances significativos en el encubrimiento de estos crímenes, desde la curia vaticana y el papa Francisco.
En 2018 un informe de Ending Clergy Abuse (ECA) estimó unas 100 000 víctimas de la pederastia clerical reconocidas en todo el mundo, mientras que los informes internos del Vaticano contabilizan 600 denuncias al año por pederastia.

## Contexto
A finales de la década de 1990 comenzaron a conocerse denuncias contra sacerdotes y religiosos católicos, sobre todo en Estados Unidos y Australia, acusados de abusos sexuales a menores, cometidos durante la segunda mitad del siglo XX. Más de un centenar de miembros de la Iglesia católica australiana han sido condenados por abuso sexual contra un millar de víctimas, según la organización Broken Rites.
Según Philip Jenkins —profesor de Historia y Estudios Religiosos en la Universidad de Pensilvania— en su libro Pedophiles and Priests, el 99,7 % de los sacerdotes católicos nunca se han visto implicados en este tipo de comportamientos delictivos y no existe evidencia de que la pedofilia sea más común entre el clero católico que entre los ministros protestantes, los líderes judíos, los médicos o miembros de cualquier otra institución en la que los adultos ocupen posiciones de autoridad sobre los niños. Sin embargo, estudios como el difundido en 2017 por la Comisión Especial que investigó la pederastia en Australia desde la década de 1920 en dicho país o los publicados en 2021 por la Comisión Independiente sobre Abuso Sexual en la Iglesia de Francia y por la Comisión estatal contra la pedofilia de Polonia, concluyeron que los niños sufrían o eran más propensos a sufrir abusos en los entornos de la Iglesia católica que en las escuelas estatales o en los campamentos de verano, o en cualquier otro entorno fuera de la familia; el estudio polaco, que recoge datos de abusos sexuales desde 2020, especifica que el colectivo social con mayor prevalencia de implicados en esos abusos a menores es la Iglesia, con un 30 % del total de abusos a menores en Polonia cometidos por religiosos católicos. Por contrapartida, un estudio de la Fundación ANAR de 2021 estimó que los casos de abuso realizados por sacerdotes representaron solo el 0,2 % del total de los acaecidos en España entre 2008-2019, bastante por debajo de las cifras estimadas para muchos otros grupos sociales como los padres (23,3 %), compañeros (8,7 %) o amigos (5,7 %).
Con todo, el valor de las estadísticas es relativo en este caso, puesto que el método estadístico solo puede basarse en casos declarados. Sin embargo, el abuso tiende a ser silenciado debido al carácter culpabilizante para quien lo comete, y al carácter vergonzante para quien lo padece. Por lo tanto, los estudios de Jenkins, si bien han de ser tenidos en cuenta, son relativos. Otros estudios ven pocas razones para concluir que el abuso sexual sea una cuestión católica, sino un problema social mayor donde lo que tienen en común todos los agresores, es que la mayoría posee lazos preexistentes: miembros de la familia u otros del círculo de la víctima.
Un informe de la BBC de 2004, declara que en los Estados Unidos el 4 % de su clero católico ha estado implicado en prácticas sexuales con menores, unos 4000 sacerdotes durante los últimos 50 años aunque solo entre el 5 y el 10 % de las víctimas denuncia el caso, según Barbara Blaine, quien preside la Red de sobrevivientes de abusados por sacerdotes (SNAP) de los EE. UU.
La mayoría de los casos se presentaron en seminarios sacerdotales, escuelas y orfanatos en donde niños y adolescentes estaban bajo el cuidado del clero. La publicación de numerosos escándalos creó una fuerte crítica hacia la jerarquía de la Iglesia, en especial por la actitud que algunos obispos y superiores religiosos asumieron frente a las evidencias, limitándose a llamadas de atención privadas y el traslado del infractor, mientras se guardaba una indiferencia sistemática frente a las víctimas, lo que llevó a la conclusión de que los superiores encubrían el crimen.

## Antecedentes
Los casos de abuso a menores se presentaron siempre donde niños y adolescentes estaban en contacto con religiosos, de la misma manera que en otras organizaciones con la responsabilidad de su cuidado o que están en contacto frecuente. La confianza que los ministros de la Iglesia generan entre los laicos facilitó en la mayoría de las ocasiones el obrar del abusador en parroquias, seminarios, orfanatos, hospitales y organizaciones de trabajo social. En muchos casos, la víctima no recibió atención inmediata incluso por parte de su familia debido al respeto al implicado o por temor e ignorancia.[cita requerida]
El Código de Derecho Canónico, la base del derecho eclesiástico, contempla penas para los delitos que tienen que ver con el abuso sexual, como se expresa en varios cánones. Según el Canon 1395, el clérigo que cometa un delito sexual con un menor, sea por medio de violencia o amenazas, debe ser castigado con penas justas que pueden incluir la expulsión del estado clerical. Las evidencias de este crimen por parte de religiosos puede ser trazada con anterioridad al siglo XX debido a la existencia de documentos eclesiásticos que buscaban prevenirlo, como la constitución apostólica Sacramentum Poenitentiae de 1741. Sin embargo, el desarrollo de los medios de comunicación, en especial después de la II Guerra Mundial, pondría en evidencia el caso no solo dentro de la Iglesia católica, sino de todas las organizaciones donde adultos tienen contacto con menores. Con el advenimiento de la secularización, sobre todo en naciones de fuerte tradición católica, los casos adquirieron gran relevancia para sectores anticatólicos.[cita requerida]
Maud de Boer-Buquicchio, relatora especial de Naciones Unidas sobre la venta y la explotación sexual de niños, señala que el Vaticano “debería tomar todas las medidas para garantizar investigaciones rápidas, exhaustivas y públicas que estén sujetas al escrutinio público y el enjuiciamiento de los presuntos autores, además de pedir informes obligatorios a todos los clérigos y hacer que el personal denuncie estos actos atroces. La Iglesia también debe hacer cumplir las políticas de tolerancia cero sobre el abuso sexual infantil en todas las instituciones bajo su supervisión, asegurándose de despedir de inmediato a aquellos que hayan abusado de niños", apuntó.
La relatora señaló que, a pesar de varios casos históricos, las denuncias de abuso sexual de niños por parte de miembros del clero continúan siendo denunciadas y son "profundamente preocupantes". Añadió que todas las víctimas merecen reparación y rehabilitación, dado el alcance del daño sufrido y el impacto en sus vidas y en sus comunidades. "Durante décadas, el flagelo del abuso contra los niños ha sido completamente ignorado, negado o renombrado como un pecado que podría ser absuelto si se busca el perdón", dijo, y agregó que la Iglesia debe proporcionar a las víctimas los medios para acceder a asesoramiento y apoyo social con carácter de urgencia.

### Primeras denuncias
Los primeros casos denunciados en público se presentaron en Estados Unidos e Irlanda. El informe John Jay encontró acusaciones contra 4392 sacerdotes en el lapso de 50 años, lo que representaba el 4 % de su clero. Las evidencias llamaron la atención de la opinión pública internacional porque se trataba de menores, numerosos niños impúberes, en su mayoría varones. Los primeros casos se dieron durante los años noventa, pero su amplio informe en los medios motivó a antiguas víctimas a denunciar a sus agresores y cuyo abuso se había presentado desde 1940.

### Visibilización en los medios
Las denuncias aumentaron de inmediato no solo en países de tradición católica como Irlanda, sino en naciones como el Reino Unido, Canadá y, sobre todo, en Estados Unidos, en donde recibieron una amplia difusión en los medios de comunicación social que recogieron declaraciones de las víctimas. Los informes se centraron en las maneras en que los menores fueron abusados y silenciados por medio de constricciones morales, psicológicas e incluso violentas, y en el silencio que guardaron por años algunos jerarcas de la Iglesia, hecho que constituye, siempre que el delito haya sido real, un caso de encubrimiento. Muchas víctimas conformaron asociaciones para fortalecer sus reclamos judiciales y de compensación frente a los agresores y a las instituciones eclesiales y en numerosos casos recibieron el apoyo de partidos políticos y otros sectores sociales.[cita requerida]
Las denuncias no se centraron solo dentro de la esfera del abuso sexual, sino que incluyeron la violencia física y moral, como fue el caso en Irlanda de las Hermanas de la Misericordia con los asilos de las Magdalenas, caso que fue llevado al cine con el título The Magdalene sisters (2002) de Peter Mullan. La película, elaborada con testimonios de las víctimas, muchas ya de edad avanzada, recuenta el drama de muchachas internadas por sus familias a causa de embarazos no deseados, donde eran sometidas a violencia física y moral.
Algunos autores católicos opinan que el tratamiento del tema en los medios es desproporcionado y anticatólico, frente al tratamiento que se hace de hechos similares de otras confesiones o de otros sectores de la sociedad.

### Organizaciones de sobrevivientes
A partir de las primeras denuncias en diversos países, las víctimas de estos abusos se organizan en redes con el objetivo de luchar contra un flagelo que, según consideran, posee características sistémicas al interior de la Iglesia Católica. Por ejemplo SNAP en Estados Unidos, la Red de Sobrevivientes de Italia, la Red de Sobrevivientes en Chile, la Red de Sobrevivientes de Argentina, entre otras. A partir de la visita del Papa Francisco a Chile en 2018, se creó una Red Global de Sobrevivientes que reúne a grupos en todo el mundo llamada ECA.

## Abusos contra menores por católicos

### Alemania
En 2010 se conoció unas investigaciones que revelaban abusos físicos y sexuales a menores en tres escuelas católicas de Baviera, incluido el coro católico Gorriones de la catedral de Ratisbona, dirigido por Georg Ratzinger, hermano de Benedicto XVI, entre 1964 y 1994. Georg Ratzinger aceptó testificar en caso de un eventual juicio, pero aclaró que no tenía conocimiento de que se hayan producido abusos en el coro que dirigió, aunque pidió perdón a las víctimas. En 2017 la investigación reveló que más de 500 niños del coro católico, sufrieron abusos y al menos 67 jóvenes fueron violados a lo largo de cuatro décadas. También se dieron casos de tortura mediante privación de alimentos y agresiones físicas. El abogado del caso, Ulrich Weber, declaró que las víctimas describieron su paso por este coro milenario y conocido en el mundo como "una prisión, un infierno y un campo de concentración", "el peor momento de su vida, marcado por el miedo, la violencia y la angustia", también afirmó que Georg Ratzinger estaba al corriente y miró hacia otro lado porque en el seno del coro reinaba la cultura del silencio, primando la protección de la institución. La mayoría de los delitos no fueron juzgados por haber prescrito o por la muerte de los acusados.
En 2018, un consorcio de investigadores universitarios financiado por la Iglesia, aunque sin acceso a sus archivos, cifró en 3677 los menores de 13 años víctimas de abusos en Alemania entre 1946 y 2014 por parte de 1670 religiosos que, en su mayoría, no fueron condenados. La Iglesia alemana pidió disculpas en 2018 e implantó iniciativas para luchar contra estas conductas, tales como designar un responsable de "prevención", crear una línea telefónica para víctimas o asumir los costes de las terapias, aunque no hubo avances respecto a una petición de las víctimas: colaborar para llevar a juicio a los culpables y compensar a las víctimas. La Iglesia procedió a indemnizar caso por caso; sin transparencia.
Un informe publicado en marzo de 2021 reveló que cientos de menores habían sufrido violencia sexual en la arquidiócesis de Colonia entre 1975 y 2018, y que numerosos responsables religiosos lo habían silenciado. Al conocerse su dimensión, el 4 de junio se supo que el arzobispo de Múnich Reinhard Marx había presentado su dimisión al pontífice al reconocer el «fracaso» de la Iglesia en la «catástrofe de abusos sexuales» del país; Francisco rechazó su renuncia.

### Argentina
La Iglesia argentina ha tenido entre 2004 y 2009 a varios sacerdotes condenados por abuso de menores:
- Luis Sierra fue condenado en noviembre de 2004 a ocho años de prisión por el abuso sexual de tres monaguillos alumnos de un colegio religioso de Claypole, donde enseñaba.[44]
- Mario Napoleón Sasso fue condenado en noviembre de 2007 a 17 años de prisión porque había abusado de un grupo de niñas de entre 11 y 14 años que concurrían al comedor comunitario a su cargo en Pilar.[44]
- Julio César Grassi, fundador de la Fundación Felices los Niños, en junio de 2009 fue condenado a 15 años de cárcel por abuso sexual y corrupción de menores agravada.[45][46] A pesar de que la condena fue confirmada en septiembre de 2010 por el tribunal de Casación, continuó viviendo en la Fundación y dando misa hasta diciembre de 2013 en que fue encarcelado y cumple condena en el pabellón 6 de la Unidad Penitenciaria N.º 41 de Campana, a la espera de que se evalúe la posible incorporación más testimonios a la causa que podrían aumentar la pena.[47][48] Cuando queda preso, el Obispado decide iniciarle un juicio canónico.[49][50]

- Gustavo Zanchetta, obispo emérito de Salta, fue condenado en marzo de 2022 a cuatro años y medio de cárcel por abuso sexual a dos ex seminaristas de Orán.[51]

Hacia 2024, varios sacerdotes fueron sentenciados a prisión por delitos sexuales:
- Ariel Príncipi, acumulaba denuncias desde 2021; fue hallado autor de abuso de menores en los procesos canónicos de Córdoba y Buenos Aires, donde reside. Durante marzo de 2024, fue expulsado por el obispo Adolfo Uriona, de Río Cuarto.
- Agustín Rosa Torino, de Salta, sentenciado por abuso, tiene prisión domiciliaria.
- José Renato Rasgido de Catamarca, luego de una década de proceso, en abril fue condenado a 15 años de prisión, por cuatro hechos “de abuso sexual simple y abuso sexual con acceso carnal agravados”. No fue condenado por “corrupción de menores”, si bien abusó de un niño.
- Walter Bustos, en San Juan, fue condenado a diez años el 8 de octubre.
- Fernando Páez, en Salta, fue condenado a cuatro años el 24 de octubre sindicado como “cómplice del obispo Zanchetta”, según el colectivo Sobrevivientes Argentina.

Contra otros denunciados se tomaron medidas:
- César Fretes, tutor y acompañante espiritual en el Colegio del Salvador de Buenos Aires, fue denunciado en julio de 2022, por abuso sexual contra alumnos de sexto grado.[53] Calculan que entre 1997 y 2003, al menos 30 alumnos de entre 10 y 11 años fueron abusados por él.[54][55] Ya en 2001, otro alumno denunció ante la Dirección del colegio a Fretes, pero el rector Rafael Velasco la desestimó. En 2003, ante la presentación de tres familias, el colegio lo trasladó en secreto a Mendoza, donde la comunidad jesuita tiene un convento junto al Colegio San Luis Gonzaga.[56] En respuesta a la publicación de los hechos, el Colegio los reconoció en un comunicado.[57]
- Franco Alberto Lütens, de la parroquia Virgen María Madre del Pueblo, en Berazategui, fue apartado por el Obispado mientras se sustanciaban tres denuncias judiciales en su contra por abusos en noviembre de 2024.[58]
- Patricio Cruz Viale, de la iglesia de Schoenstatt, fue detenido imputado de abuso sexual ultrajante calificado contra una mayor de edad, investigado por una fiscalía de Córdoba hacia noviembre de 2024.[59]

### Australia
Una comisión de investigación sobre la pederastia dio a conocer, en 2017, que el 7 % de los religiosos católicos australianos fueron acusados de abusos sexuales a niños entre 1950 y 2010 sin que se investigasen las denuncias. En el caso de la orden de los Hermanos Hospitalarios de San Juan de Dios, la cifra de miembros acusados de estas prácticas delictivas se elevaba al 40 %. La Iglesia católica, con fuerte presencia en Australia, recibió quejas de 4500 personas por presuntos abusos a menores cometidos por alrededor de 1880 religiosos, sobre todo por parte de sacerdotes entre 1980 y 2015, aunque algunos casos se remontarían a la década de 1920.
El cardenal George Pell, también interrogado en su momento por dicha comisión, fue condenado y encarcelado en 2019 por violación y agresión sexual a dos adolescentes en los años '90. Sin embargo, tras más de doce meses en prisión (de una pena de seis años), fue absuelto en 2020 por el más alto tribunal australiano al existir dudas acerca de la solidez de las pruebas en el juicio.

### Canadá
Resultan de especial notoriedad los abusos cometidos durante décadas en el orfanato de Mount Cashel, en la Arquidiócesis de San Juan de Terranova y gestionado por la Congregación de los Hermanos Cristianos. En 1989 se dieron a conocer los cientos de casos ocurridos desde los años '40, que habrían sido encubiertos por la Iglesia —que se limitó a trasladar a los pederastas a otras diócesis donde siguieron cometiendo agresiones—, la policía y la Justicia. El Tribunal de Apelaciones dictaminó en 2019 que la arquidiócesis era «indirectamente responsable» de los hechos en Mount Cashel al permitir y encubrir los abusos. En 2022, la arquidiócesis se vio obligada a vender 43 propiedades —entre las que se cuentan al menos doce iglesias y la catedral basílica de San Juan Bautista— para indemnizar a las víctimas. El valor total de más de 15 millones de dólares sería insuficiente para cubrir todas las compensaciones estimadas en más de 40 millones, por lo que el arzobispo Peter Hundt reconoció que se pondrían a la venta otras 70 propiedades para hacer frente a los pagos.

### Chile
En octubre de 2002, tras denuncias periodísticas sobre abusos sexuales a niños y a jóvenes que se habrían extendido por más de diez años, el arzobispo emérito de La Serena, 'Francisco José Cox', renunció a toda actividad pastoral. El 31 de octubre de 2002, el arzobispo de Santiago, Francisco Javier Errázuriz, anunció la salida del religioso por «conductas impropias» y su reclusión en un monasterio en Alemania. El 5 de noviembre de 2002, el Comité Permanente de la Conferencia Episcopal de Chile pidió perdón a todos las personas dañadas.
En junio de 2003, José Andrés Aguirre Ovalle, o el «cura Tato», fue condenado a doce años de cárcel como autor de violación, abusos deshonestos reiterados y estupro contra nueve jóvenes entre 1998 y 2002. A mediados de noviembre de 2012, su solicitud de rebaja de pena fue aceptada, por lo que fue liberado ese mes, tras poco más de nueve años en prisión.
En enero de 2010, una investigación desarrollada por el Ministerio Público acreditó que el sacerdote de la iglesia de Melipilla, Ricardo Alberto Muñoz Quintero, repitió la explotación sexual contra cinco adolescentes, además de abusar de una de sus dos hijas cuando ejercía en Curacaví. Muñoz está acusado de producir material pornográfico infantil, obtenido de los mismos ilícitos.
En febrero de 2011, tras una investigación de la Santa Sede, el expárroco de la Iglesia del Sagrado Corazón de Jesús, Fernando Karadima, fue declarado culpable de abuso sexual con violencia contra menores, por lo que fue sentenciado a una vida de penitencia y oración en absoluta reclusión.
En abril de 2011, la Conferencia Episcopal de Chile presentó un Protocolo ante denuncias contra clérigos por abusos de menores, y anunció la formación de un Consejo que se encargará de dirigir políticas de prevención de abusos sexuales y de ofrecer ayuda a las víctimas.
En mayo de 2018, los 34 obispos miembros de la Conferencia Episcopal de Chile presentaron su renuncia al Vaticano, convirtiéndose ésta en la «mayor consecuencia a la fecha del largo historial de abusos en la Iglesia católica». La renuncia se dio pocas semanas después de que el papa Francisco reconociera sus "errores graves de juicio" en relación con descalificación de los hechos relacionados con el obispo Juan Barros y su encubrimiento del caso Karadima. El porcentaje de chilenos que se declaraban católicos descendió a 45% en 2018 viniendo de un 73% veinte años atrás. Se estima que lo anterior se debe a la mala imagen que tiene la institución en los últimos años debido a gran cantidad de denuncias contra sacerdotes violadores después del caso Karadima. A finales de 2018 solo el 13% de los chilenos tenía una imagen positiva de la Iglesia católica, la cifra más baja de América Latina.

### Colombia
- El 5 de mayo de 2010 fue capturado el clérigo Luis Enrique Duque Valencia, quien recibió una condena de 18 años y 4 meses por violar a dos niños de siete y nueve años en el Líbano (Tolima); la Corte Suprema de Justicia de Colombia consideró también responsable civil de los abusos a la Iglesia católica, a través de la Diócesis de Líbano-Honda, por lo que tendría que pagar a la familia de las víctimas unos 600 millones de pesos. El clérigo había huido de la Justicia por casi tres años.[78][79][80][81]
- En julio de ese año capturaron al sacerdote William de Jesús Mazo Pérez, quien violó al menos tres menores al oriente de Cali.[82] Aunque el sacerdote paga una condena de 33 años,[83] la familia espera una prometida indemnización y perdón por parte de la iglesia.[84] En un programa periodístico se publicó un informe de un sacerdote representante de una fundación para niños, acusado por parte de una profesora de la fundación, de abuso sexual a varios menores. El sacerdote no ha sido ni destituido ni investigado.
- En ese informe se presentó a un sacerdote, Guillermo Jiménez, vicerrector de un colegio del sur de Bogotá, el Colegio Claretiano de Bosa, sobre quien el programa tenía un vídeo de su abuso a un menor por sexo oral. El video fue grabado por alumnos del colegio quienes lo entregaron a un policía; el sacerdote solo fue trasladado a otra diócesis.[85] El caso es solo uno de varios.[86][87][88]
- Otro de los más sonados, y como fue registrado al final de los créditos de la película Spotlight, fue el del sacerdote capturado en Medellín por actos con un menor de 13 años, el padre Víctor Manuel Torres González, de 40 años, oriundo de Santa Rosa de Viterbo, Boyacá, por hechos ocurridos el 12 de agosto de 2013.[89]

- En 2011, el sacerdote Jairo Alzate Cardona fue condenado a 7 años de prisión, culpable de acceso carnal abusivo agravado, los abusos del menor de 10 años sucedieron varias veces durante 2008 en la ciudad de Pereira.[90]
- En 2022, el sacerdote Wilmar Quesada en la región de Tolima fue condenado por abusar de dos niñas de 7 y 14 años durante al menos dos años. La hermana mayor de las víctimas habría encontrado en el computador del procesado imágenes con contenido pornográfico en las que se veía a las menores.[91]

También en 2022 la agencia de noticias AFP informó de uno de los casos más graves, que involucraba a una red de pederastia que incluiría a por lo menos 38 sacerdotes abusadores en la ciudad de Villavicencio, de los cuales 19 habrían sido suspendidos dos años atrás por el Vaticano en medio de la investigación canónica. En Medellín, se conoció la existencia de otra red de pederastas de al menos 43 sacerdotes de los cuales apenas tres han sido condenados. La Corte Constitucional en una decisión histórica había ordenado en Sentencia T-091 de 2020 a la Iglesia católica colombiana develar su "archivo secreto" de denuncias, a periodistas o ciudadanos que así lo requirieran. Los jerarcas de la iglesia no han cumplido de modo cabal esa instrucción, hasta 2023 sólo un 13 % de las fuentes oficiales de la Iglesia colombiana requeridas respondieron a las solicitudes formales de datos.
Ese 13 % de información aportada por la Iglesia a requerimiento judicial se materializó, a finales de 2023, en el libro El archivo secreto publicado por el investigador Juan Pablo Barrientos, que enumera casi seiscientos sacerdotes católicos de Colombia denunciados por violencia sexual. En su mayoría, fueron encubiertos por sus superiores. 
- Es el caso de Óscar Augusto Múnera, vicario apostólico de Tierradentro, denunciado por abuso sexual y cuya dimisión fue aceptada en julio de 2024 por el papa Francisco. Múnera habría sido a su vez protegido, primero, por Jairo Jaramillo, en su momento obispo de Santa Rosa de Osos; y, después, por Omar Sánchez y Luis José Rueda, arzobispos de Popayán y de Bogotá.[97]
- Francisco de Roux, líder de los jesuitas colombianos, afronta cargos penales por no haber denunciado a un padre que le admitió haber abusado cuarenta años antes de ocho hermanitos.[98]

### Costa Rica
Por escándalos de abuso más de diez sacerdotes han sido acusados de modo formal. Uno de los más recientes y dramáticos por su exposición mediática se dio cuando acusaciones judiciales contra los sacerdotes Mauricio Víquez y Manuel Guevara llevaron incluso al allanamiento de las oficinas de la Conferencia Episcopal por parte del Organismo de Investigación Judicial el 7 de marzo de 2019. Víquez, quien fue portavoz de la Conferencia Episcopal y profesor en la Universidad de Costa Rica, fue dimitido del estado clerical por la Santa Sede y huyó del país por lo que se elevó una orden internacional de captura. Fue detenido en 2019 y extraditado a Costa Rica en mayo de 2021. Fue juzgado y sentenciado en marzo de 2022 a veinte años de cárcel por la violación de un niño de 11 años. La Conferencia Episcopal del país, la Arquidiócesis de San José y el arzobispo José Rafael Quirós fueron condenados en el fuero civil por encubrimiento a indemnizar a otra víctima de abusos con 100 000 dólares. En el caso de Guevara, cura párroco de Santo Domingo de Heredia, fue arrestado por las autoridades. Otro sacerdote buscado por abuso sexual Jorge Arturo Morales Salazar fue arrestado por las autoridades mientras intentaba escapar a Panamá, retenido con prisión preventiva.
Otros casos notorios:
- 'Enrique Delgado', figura mediática por su programa «La hora santa», fue condenado por violación y abuso sexual en perjuicio de tres menores.[109][110]
- Enrique Vázquez huyó del país asistido con dineros de la Iglesia girados por el arzobispo de San Carlos Ángel Sancasimiro.[99][111]

### Ecuador
En los años '90, el guatemalteco Juan Francisco Aragón Larrazábal, párroco en la Iglesia Nuestra Señora de Czestochowa en Guayaquil, fue encarcelado por violación sexual a tres menores. El 23 de diciembre de 1991 fue asesinado con 19 puñaladas por el reo William Mantuano.

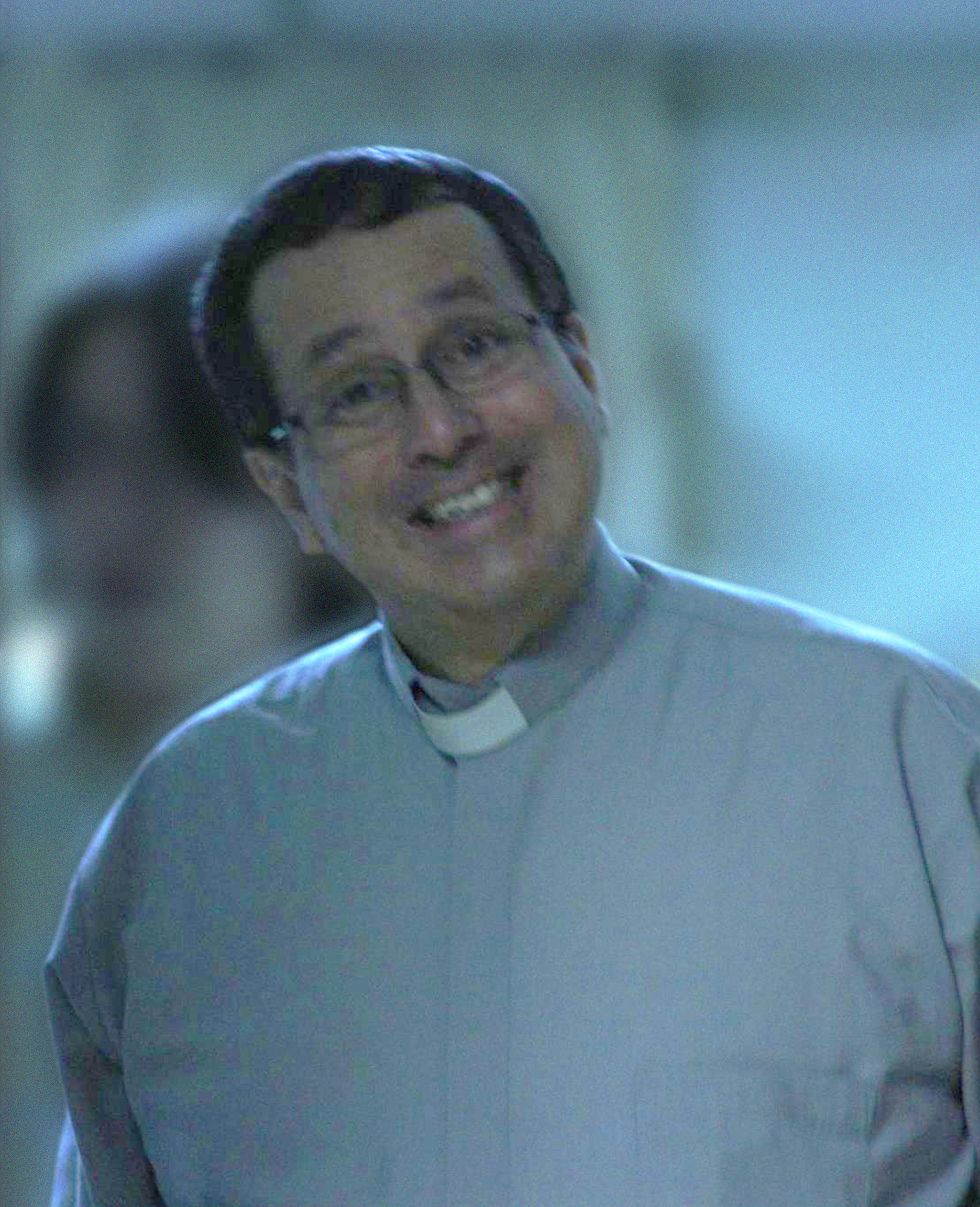
El Padre Luis Fernando Intriago Páez en 2011.

El Padre Luis Fernando Intriago Páez, párroco en la Iglesia Nuestra Señora de Czestochowa en Guayaquil entre 1996 y 2013, fue cesado como sacerdote tras haber sido acusado de abuso sexual y tortura a por lo menos diez menores por medio de una práctica no reconocida por la Iglesia católica denominada la "Dinámica del Pecado", por lo que en 2013 el Arzobispo Antonio Arregui lo calificó de manipulador y fue suspendido de sus actividades de sacerdote. Intriago conoció en Lima al fundador del Movimiento de Vida Cristiana, Luis Fernando Figari, acusado por abusos sexuales a menores en Perú, con el que formó una amistad y por el cual Intriago trajo la agrupación católica a Ecuador, que lideraba y se relacionaba con miles de jóvenes. Nada nuevo para el padre Intriago, que desde 2003 fue amonestado de manera no formal en repetidas ocasiones por la Congregación para la Doctrina de la Fe debido a su comportamiento homosexual activo. Las amonestaciones se hicieron en 2009 por el escándalo que provocaba en algunos fieles sus continuos encuentros nocturnos con jóvenes menores. El caso saltó a la palestra el 8 de mayo de 2018, luego de que el medio GK City realizó una investigación de ocho meses y lo hizo público, poniendo en evidencia que la Fiscalía del Estado y la Arquidiócesis de Guayaquil no hicieran nada para agilitar el proceso e investigación, pese a que Intriago confesó haber tenido una actitud morbosa y reprochable.
El padre Pedro Vicente García García, párroco de la Iglesia José Obrero, en el centro de Guayaquil, fue acusado en 2013 de haber violado a cinco niñas que asistían a catecismo, entre las cuales estaba una de 11 años, parte del coro de la iglesia. García huyó y fue declarado el más buscado por delitos sexuales, hasta que fue capturado en agosto de 2017 en Quito y declarado culpable en 2018, después de 5 años del suceso, se sabe que al menos violó a otras diez, pero las familias no han querido denunciar para no exponerlas.
Desde abril de 2018, tres personas han comparecido para hacer públicas sus denuncias de violación en contra del sacerdote César Cordero Moscoso, rector fundador de la Universidad Católica de Cuenca, lo que despertó reacciones con respecto al acusado y también a la Universidad. Los tres denunciantes coinciden en que las violaciones ocurrieron hace más de 50 años. La posición oficial de la Universidad Católica de Cuenca es que el sacerdote es una persona natural y que desde 2013 ya no es rector de la institución, pero las autoridades afirmaron: “nos condolemos con él”.

### España
Una investigación realizada en 1995 por el catedrático de la Universidad de Salamanca Félix López Sánchez y publicada por el Ministerio de Asuntos Sociales de España, determinó que el 4,17 % de los abusos a menores fueron realizados por religiosos. Un informe de la Fundación ANAR publicado en 2021 estimó que entre enero de 2008 y marzo de 2019 hubo al menos 123 casos de abusos sexuales cometidos por sacerdotes, representando un 0,2% de los 6.183 casos de abusos sexuales acaecidos en España
En 2021, una investigación coordinada por la Universidad Abierta de Cataluña, la Universidad de Barcelona y la Universidad del País Vasco concluyó que los casos de pederastia en la Iglesia española fueron «sistemáticos», y derivaron en una «nula colaboración» para esclarecerlos así como en una inadecuada reparación por parte de la Conferencia Episcopal a quienes sufrieron esas prácticas. El estudio está basado en investigaciones cuantitativas y cualitativas, engloba el conjunto de investigaciones sobre este tipo de abusos realizadas en España con el objetivo de comparar sus resultados con los obtenidos en otros países además recoge datos de entrevistas a 38 víctimas. Los clérigos implicados elegían a víctimas muy vulnerables, con una media de 11,8 años, lo que constata el carácter efebofílico de estas conductas. En el 65,8 % de los casos el abuso se repitió de forma “crónica” durante un periodo que va desde los 3 hasta los 8 años, y en el 42,1 % hubo penetración. Según el estudio, las víctimas mantuvieron las agresiones en secreto durante muchos años: muy pocos lo notificaron a la autoridad y, de estos, el 52,9 % ha tenido una mala experiencia tras dar ese paso dado que la respuesta institucional de la Iglesia fue «causante de un nuevo daño» en las víctimas. Entre las consecuencias de los abusos se señalaron «problemas cronificados de ansiedad y depresión, dificultades sexuales, de alimentación y sueño», además de un «trauma espiritual» y pérdida de la fe. El trabajo pone en duda por insuficiente la cifra de 220 casos de abusos a menores cometidos desde 2001 y reconocidos en abril de 2021 por la Iglesia española. En julio de 2022, el despacho de abogados al que la Conferencia Episcopal Española encargó una auditoría sobre abusos a menores en el seno de la Iglesia, ha estimado «entre 1000 y 2000 casos» de abusos sexuales, la mayoría ocurridos en los años 70 y 80 del siglo XX. Su portavoz opinaba que tales cifras «no responden a la realidad. Estamos ante la punta del iceberg, hay mucho silencio, venimos de una cultura del encubrimiento y una cultura del silencio, en la que las instituciones ponían la institución antes que el individuo y, por otro lado, las personas sentían un enorme desamparo».
Respecto a los casos de abusos a menores en el Monasterio de Montserrat (Barcelona), un informe dado a conocer en 2019 por una comisión independiente divulgó la existencia de dos casos perpetrados en 1968 por el responsable de la Escolanía. Confirmó que el monje Andreu Soler abusó de otros doce jóvenes entre los años 1972 y 2000. La comisión destacó que este director de la agrupación scout católica Els Nois de Servei ("Los Chicos de Servicio"), actuó durante ese periodo con total impunidad dado que «se omitió cualquier tipo de actuación» de la institución. Soler, al que se calificó como «depredador sexual y pederasta» fallecido en 2008, llegó a actuar cada vez con mayor agresividad. En 2021 el monasterio apartó de sus funciones a otro monje tras ser denunciado por presuntos abusos sexuales a un menor de 17, dos años antes.
El 27 de octubre de 2023 Ángel Gabilondo, Defensor del Pueblo en España, entregó al Congreso de los Diputados el Informe sobre abusos sexuales en el ámbito de la Iglesia católica y el papel de los poderes públicos, donde se insta al Congreso a tomar medidas para reparar el daño a las víctimas, como la creación de un fondo estatal para el pago de indemnizaciones a las víctimas financiado en su mayoría por la Iglesia, garantizar que las organizaciones de la Iglesia compartan la información contenida en sus archivos con los investigadores y celebrar un acto público de reconocimiento y reparación simbólica a las víctimas por el prolongado período de tiempo de desatención y de inactividad, en particular entre 1970 y 2020. La encuesta revela que un 1,13% de la población ha sufrido abusos en un entorno religioso, lo que supondría unas 450.000 víctimas en todo el país, y que un 0,6%, unas 240.000 personas, han sido agredidas "por curas o personas consagradas". El 10% de los abusos acaecidos tuvieron lugar en un ámbito religioso o educativo religioso.

Se trata de un Informe necesario para dar respuesta a una situación de sufrimiento y de soledad que durante años se ha mantenido cubierta por un injusto silencio. Las víctimas son el sentido primero, el sentido último y el sentido central de este Informe. Se requiere algo más, y es decisivo: la adopción de medidas concretas. El informe parte del silencio y ocultación en torno a los abusos de la Iglesia y de otras instituciones responsables de velar por la seguridad de los menores.
Ángel Gabilondo

La Unidad de Atención a las Víctimas, creada para abordar los trabajos del Informe, recogió información relevante sobre 487 víctimas en entrevistas; el 84% fueron hombres: recalcaron los problemas emocionales y de conducta que padecen a consecuencia de los abusos. Un tercio admitió haber tenido estrés postraumático y algunas habían experimentado síntomas depresivos, estigmatización, sentimientos de vergüenza y pensamientos suicidas. Solo una pequeña parte de los acusados han sido juzgados por las autoridades civiles. La mayoría fueron mantenidas en sus puestos, trasladadas o, en menor medida, juzgadas a través de Derecho Canónico.

### Estados Unidos
Uno de los países en donde ha habido mayor cobertura internacional de estos casos ha sido Estados Unidos en donde algunas diócesis han tenido que pagar cuantiosas indemnizaciones.
En septiembre de 1983, el National Catholic Reporter publicó un artículo. El asunto obtuvo una mayor notoriedad en octubre de 1985 cuando el sacerdote de Luisiana Gilbert Gauthe se declaró culpable de once cargos de abuso sexual a niños. A lo largo de la década de 1990, se publicaron varios libros sobre los abusos por miembros de la Iglesia.

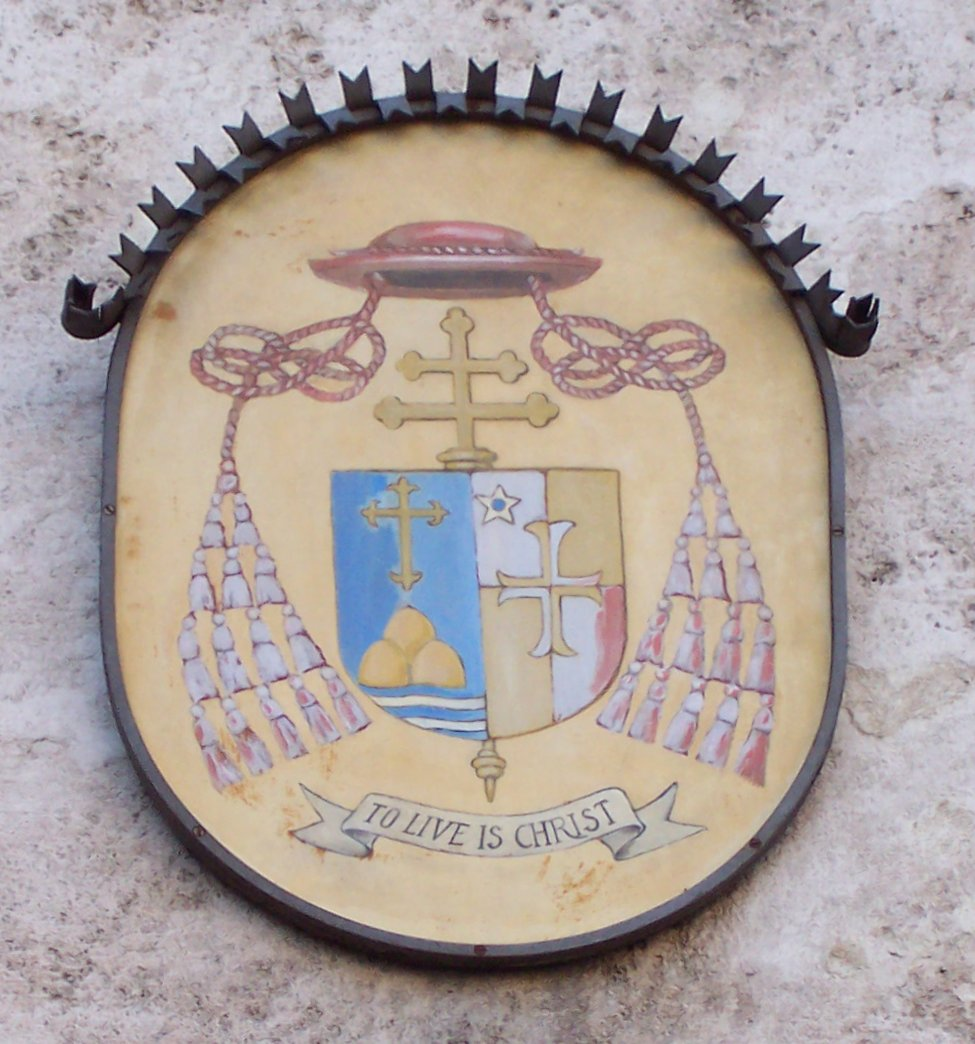
Escudo de armas del cardenal Bernard Law.

En 2002, la cobertura de The Boston Globe ganadora del Pulitzer sobre casos de abuso sexual en la arquidiócesis de Boston atrajo la atención, en los Estados Unidos y en el resto del mundo. Otras víctimas comenzaron a presentar sus denuncias de abuso, lo que dio lugar a nuevas denuncias y juicios. En diciembre, dimitió el cardenal Bernard Francis Law, a cargo de la arquidiócesis de Boston señalado por la gestión de los hechos. Desde entonces, los casos de abuso a menores la Iglesia recibieron una atención mucho mayor por parte de la jerarquía eclesiástica, de la justicia, del gobierno y de los medios. Según un estudio, la cobertura del The Boston Globe «tuvo un efecto negativo y duradero» en la matriculación en escuelas católicas y supuso «cerca de dos terceras partes del declive en la escolarización en centros católicos».
El 25 de marzo de 2010, The New York Times publicó una colección de documentos sobre el cardenal Joseph Ratzinger que no respondió a más de 200 quejas de abuso contra Lawrence Murphy, quien trabajó en una escuela católica para niños sordos en Wisconsin entre 1950 y 1974. La Iglesia rechazó la denuncia. Algunas de las víctimas del padre Murphy denunciaron estos abusos a las autoridades civiles, que abrieron una investigación que pronto se cerró. La Congregación para la doctrina de la fe solo fue informada sobre el asunto veinte años más tarde. Considerando que el padre Murphy era anciano y se encontraba mal de salud, que vivía retirado y desde hacía más de veinte años no se habían presentado acusaciones de abusos, la Congregación sugirió que el arzobispo de Milwaukee estudiara la manera de afrontar la situación, por ejemplo, restringiendo su ministerio público y pidiéndole que asumiera toda la responsabilidad por sus acciones. El padre Murphy murió cuatro meses más tarde, sin más incidentes.
El 9 de abril de 2010 la agencia Associated Press publicó una carta en la que se asegura que el cardenal Ratzinger se resistió a apartar al cura estadounidense Stephen Kiesle, acusado de pedofilia. La Santa Sede dice que "no es extraño que haya documentos aislados con la firma del cardenal (Joseph) Ratzinger" y que la carta está sacada de contexto.
Según un estudio de la Junta Nacional de Revisión (National Review Board), un total de 4392 sacerdotes fueron acusados del abuso sexual de 10.667 menores entre 1950 y 2002. De ese total, unos 6700 casos presentaron suficientes pruebas, otros 3300 no fueron investigados porque los sacerdotes ya habían fallecido y otros 1000 no presentaron pruebas fiables para justificar una investigación, según un comunicado divulgado por la diócesis de Yakima, en el estado de Washington. "De más de 5000 sacerdotes que sirvieron en la archidiócesis de Los Ángeles entre 1930 y 2003, 113 fueron acusados de abuso, según el Informe Oficial del Pueblo de Dios de la arquidiócesis de Los Ángeles, publicado en febrero de 2004. Del total de sacerdotes acusados 43 ya murieron, 54 ya no son sacerdotes y 16 permanecían en el ministerio. Del último grupo, en 12 casos no se encontraron pruebas suficientes para declarar abuso y solo cuatro han sido suspendidos y enfrentan juicios".[cita requerida]
Uno de los informes indicó que los costes relacionados con estos problemas superaron los 570 millones de dólares en concepto de gastos legales, indemnizaciones, terapia para las víctimas y tratamiento para los infractores. Esa cifra no incluye los 85 millones de dólares que pagó la arquidiócesis de Boston para resolver algunas de las demandas presentadas por las víctimas. La arquidiócesis de Boston (Massachusetts), la cuarta diócesis católica más grande de EE. UU. y en donde comenzó la avalancha de escándalos, anunció a finales de mayo de 2005 el cierre de 65 de sus 357 parroquias.[cita requerida]
Ante la avalancha de condenas, muchas de las cuales individúan a la Iglesia católica, la Liga Católica de los Estados Unidos argumenta que las estadísticas de abuso son similares a las que existen en otras instituciones: por ejemplo, en las escuelas públicas, se calcula que un 5 % de todos los profesores son responsables de abusar un 15 % del total de estudiantes. En una encuesta oficial realizada en el 2003 se reveló que un 6,7 % de los estudiantes de Estados Unidos habían padecido una mala conducta sexual por parte de su profesor, que llegaba al contacto físico. Otro informe del Departamento de Educación de los Estados Unidos publicado en 2004 encontró que entre el 3,5 % y 5,03 % de los estudiantes son objeto de conducta sexual inapropiada por parte de sus educadores en algún momento. Los profesores, entrenadores y profesores sustitutos eran los que más incurrían en el delito.
En 2004, el College John Jay de Justicia Criminal de la Universidad de la Ciudad de Nueva York realizó un estudio para la Conferencia de los Obispos Católicos de Estados Unidos que examinó las causas y el contexto de la crisis de abusos sexuales del clero en la Iglesia católica de EE. UU. El estudio concluyó que no había una sola causa o factor de predicción de abuso sexual por parte del clero católico. El informe añadió que los factores situacionales y la oportunidad de abusar desempeñaron un papel importante en el inicio y continuación de los actos abusivos. El estudio se realizó en cinco años y fue publicado en 2011. El aumento de la frecuencia de los abusos en los años 1960 y 1970 fue consistente con los patrones de desviación en la sociedad durante ese tiempo. Las influencias sociales se añadieron a las vulnerabilidades de los sacerdotes individuales cuya preparación para una vida de celibato era insuficiente. Ni el celibato ni la homosexualidad fueron las causas de los abusos.

### Francia
Un informe elaborado por la Comisión Independiente sobre Abuso Sexual en la Iglesia (CIASE) estimó en 2021 que, entre 1950 y 2020, unos 216 000 menores fueron víctimas de abuso por miembros del clero católico; la cifra subía a 330 000 menores cuando se incluía como abusadores a personas laicas que tenían otros vínculos con la Iglesia, como escuelas católicas y programas para jóvenes. El informe indica que el 56 % de tales abusos se enmarca en el período de 1950-1970. Se estimaba que entre 2900 y 3200 clérigos pederastas habían trabajado en el seno de la Iglesia católica francesa desde la década de 1950.
El CIASE advirtió de que el problema era sistémico y la violencia sexual no se limitó a «unas pocas ovejas negras que se desviaron del rebaño». Jean Marc Sauvé, presidente de la Comisión, afirmó: «Cuando se le informó de los abusos, [la Iglesia] no tomó las medidas estrictas necesarias para proteger a los niños de los depredadores».
Ante estos hechos, el papa Francisco instó a los obispos y a los católicos franceses a asumir las responsabilidades que a cada uno competan para hacer “una casa segura” y se solidarizó con las víctimas. Es el momento de la vergüenza, apuntó. También indicó que“Es la hora de la vergüenza”, enfatizó el máximo referente del Vaticano en una jornada donde también se lamentó por la “larga incapacidad de la Iglesia” en el trato para evitar los casos de miembros pederastas. Sobre tales cifras que marcaron un duro contexto para la institución, el Papa dijo que “por desgracia” son enormes. Francisco también animó a los obispos, fieles, superiores y religiosos de todo el mundo a redoblar los esfuerzos para que estos “dramas” no se vuelvan a producir. La Conferencia Episcopal de Francia anunció que indemnizaría a las víctimas de los abusos, llegando a vender bienes inmobiliarios con tal de poder pagar las indemnizaciones.
En 2022 la Justicia francesa, como la canónica, abrió una investigación sobre once obispos y exobispos por presuntos casos de agresiones sexuales —no todas sobre menores— o su encubrimiento. Alcanzó notoriedad el caso de Jean-Pierre Ricard, cardenal y exobispo de Burdeos, quien reconoció haber mantenido una conducta «reprobable» tres décadas antes hacia una menor de 14.

### Irlanda

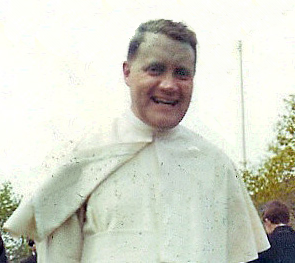
El sacerdote irlandés Brendan Smyth, acusado de abuso a menores.

En octubre de 2005 una investigación del Gobierno irlandés en una diócesis del condado de Wexford revela más de cien casos de abuso sexual a menores por parte de miembros de la Iglesia Católica. El informe Ferns contaba con más de 271 páginas de extensión en las que se hacían alegaciones contra 21 de los sacerdotes que habían estado trabajando en la diócesis entre 1966 y 2002.
El 20 de mayo de 2009 se publicó la Comisión Investigadora de Abusos de los Niños en Irlanda (conocida como "Comisión Ryan") que reúne, tras casi diez años, más de 2000 relatos de abusos físicos y sexuales por parte de responsables de internados controlados por órdenes religiosas católicas. Este es uno de los mayores casos de reconocimiento de los abusos de la Iglesia Católica en una investigación que abarca más de 35 000 niños en un período de 86 años (de 1914 a 2000). Los datos de escuelas, reformatorios y orfanatos en este periodo, recogen 253 acusaciones de abusos sexuales a chicos y 128 a chicas. No todas están atribuidas a sacerdotes, religiosos o religiosas; son casos de diversa naturaleza y gravedad, rara vez referidos a impúberes.
En diciembre de 2009 se publica otro informe llevado a cabo por la comisión de investigación de la archidiócesis de Dublín que se conoce como el "Informe Murphy". La comisión identificó 320 personas abusadas desde 1974 a 2004; y otras 120 desde 2004 a 2009. Acusó a los responsables eclesiásticos de haber encubierto los hechos durante más de tres décadas.
Ante los resultados de las investigaciones, en diciembre de 2009 cuatro obispos dimiten y toda la jerarquía de la Iglesia católica en Irlanda rinde cuentas ante el Papa. Los obispos que presentan su dimisión son Donal Murray (Obispo de Limerick), James Moriarty (de Kildare y de Leighlin), Raymond Field (titular de "Árd Mór"), Eamonn Walsh (titular de "Elmhama".
El 16 de marzo de 2010 se hizo público que el máximo responsable de la jerarquía católica en Irlanda, el Cardenal Sean Brady, estuvo en reuniones de 1975 en las que niños víctimas de abusos firmaron juramentos de silencio sobre las quejas contra el cura pedófilo Brendan Smyth. La Conferencia Episcopal de Irlanda, como luego hicieron público L'Osservatore Romano y Radio Vaticana, aclararon que el padre Brady participó en esa investigación, asistiendo a la entrevista de dos víctimas, y transmitió los resultados a sus superiores.
El 19 de marzo de 2010, Benedicto XVI escribe una carta a los católicos de Irlanda. Es quizá el documento más extenso e importante en el que el Papa trata este tema. Como anunciaba en esa carta, en mayo de 2010 nombró a cinco arzobispos y cuatro religiosos para llevar a cabo una inspección. En marzo de 2012 se presentó un sumario con los resultados de la visita.
El 22 de abril de 2010, Benedicto XVI aceptó la renuncia de James Moriarty, obispo de Kildare y Leighlin, en Irlanda, que fue obispo auxiliar en Dublín entre 1991 y 2002. Moriarty afirmó que renunciaba porque “debería haber desafiado la cultura predominante”, aunque no era acusado en el Informe Murphy.
En el caso de los abusos y agresiones sexuales cometidos por miembros del clero o en el seno de instituciones católicas en Irlanda, el Gobierno estableció un mecanismo público de compensación financiera para las víctimas al que se acogieron más de 14 500 personas. En 2002 el Ministerio de Educación firmó un acuerdo para compartir con las órdenes religiosas irlandesas el pago de indemnizaciones por abusos. 18 órdenes católicas se comprometieron a aportar 128 millones de euros a un fondo de compensaciones, mientras que el Gobierno aportaría el resto. La Intervención General del Estado admitió que, al superarse el número de denuncias previstas debido a un error de cálculo del Ministerio, le correspondería al Estado irlandés compensar con unos 1000 millones de euros a estas víctimas de abusos sexuales cometidos por miembros de órdenes religiosas.

### México

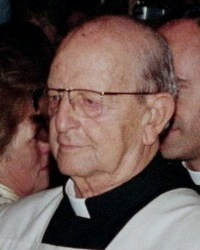
Marcial Maciel en Santa Maria Maggiore, Roma, Italia, 2004.

Los casos de abuso sexual contra menores por parte de sacerdotes en México han sido denunciados desde hace décadas, aunque pocos han llegado a ser confirmados. En el 2002 la Iglesia fue acusada de cubrir los casos de abuso e incluso de pagar para comprar el silencio de las víctimas.
Cobra importancia el caso de Marcial Maciel, fundador de la Legión de Cristo. Maciel murió en 2008, entre acusaciones de abuso sexual contra varios seminaristas y niños y la exigencia por parte de las víctimas de que pidiera perdón. Uno de los acusadores de Maciel fue el exrector de la Universidad Anáhuac, Juan Manuel Fernández Amenábar, cuyo caso fue dado a conocer por Alberto Athié Gallo. En 1997 nueve ex legionarios enviaron una carta pública a Juan Pablo II donde denunciaron abusos sexuales por parte de Maciel. Las acusaciones contra Maciel fueron negadas durante años por parte de la Legión de Cristo, que reconoció los crímenes realizados por su fundador. El cardenal Ratzinger también inició un proceso contra Marcial Maciel por pedofilia. En 2006, cuando Ratzinger ya era Papa, anunció el cierre de la investigación sobre Maciel debido a su avanzada edad y quebrantada salud, ordenándole el retiro del sacerdocio público para consagrarse a una vida de «oración y penitencia».
En 2010, la Red de Sobrevivientes de Abuso Sexual por Sacerdotes (SNAP), por sus siglas en inglés) dio a conocer una lista de 65 sacerdotes acusados en Estados Unidos de abuso. Dichos sacerdotes se encuentran en varias diócesis de México, algunos de ellos en activo. SNAP también ha presentado acusaciones contra Norberto Rivera Carrera, arzobispo de México, al que acusan de haberse coludido con Roger Mahony para proteger a varios de estos sacerdotes, en particular a Nicolás Aguilar Rivera, procesado en Tehuacán (Puebla) por abuso contra sesenta niños. Las quejas contra Rivera Carrera han llegado a los tribunales estadounidenses, la primera fue desechada porque el tribunal consideró que la materia de la demanda estaba fuera de su jurisdicción. La cuarta demanda contra el prelado fue presentada por SNAP ante un tribunal federal estadounidense en Los Ángeles (California). El acto fue minimizado por la Arquidiócesis Primada de México, que calificó la denuncia como "calumniosa", "engaño mediático" y "oportunista".
Nicolás Aguilar Rivera que fue denunciado por cuatro niños en 1997, en Tehuacán, Puebla. Hay registros de que el sacerdote pedófilo fue transferido por la arquidiócesis presidida por Norberto Rivera a Estados Unidos, Aguilar se puso prófugo, sospechoso de 60 violaciones contra niños en Puebla y 26 violaciones en Los Ángeles. Aguilar Rivera tuvo un periodo de actividad como pederasta que abarcó de 1986 a 1997, según denuncian las víctimas bajo el conocimiento de Norberto Rivera Carrera.
En 2012, Manuel Ramírez García sacerdote de San Pedro, Nuevo León, fue acusado por 13 niños de abusar de ellos. Los niños eran estudiantes de 5.º grado de primaria en el Colegio de Guadalupe; según sus declaraciones, el sacerdote los tocó.

### Perú
Hacia octubre de 2024, fue expulsado a Luis Figari, fundador del Sodalicio de Vida Cristiana de Perú, por las denuncias de abusos sexuales de él y otros directivos, que los periodistas Pedro Salinas y Paola Ugaz habían documentado en su libro Mitad monjes, mitad soldados (2015). El Papa debió expulsar al superior general Eduardo Regal, al arzobispo emérito José Antonio Eguren y a otros ocho miembros de esa sociedad apostólica por abusos con sadismo. Aunque una Fiscalía inició investigaciones por abuso a menores, estas fueron archivadas hacia 2019. Figari permanece en Roma.

### Polonia
Un informe, presentado en junio de 2021 por el episcopado polaco, cuantificó en 292 el número de sacerdotes pederastas que, a su vez, abusaron de 368 niños y niñas entre 2018 y 2020. El documento abordó la negligencia y, en algunos casos, el voluntario encubrimiento de los abusadores, así como la dinámica del silencio ante la pederastia clerical. Un informe anterior, referido al período comprendido entre 1990 y 2018, concluyó con la existencia de 382 clérigos que habrían abusado de 625 menores.
El arzobispo primado de Polonia, Wojciech Polak, pidió perdón a las víctimas. El 19 de septiembre de 2021 se inauguró la Conferencia Internacional sobre la Protección de Niños y Adultos Vulnerables en Varsovia, organizada por la Conferencia Episcopal Polaca y en la que tuvieron lugar reflexiones, intervenciones, debates y el testimonio de algunas víctimas. El arzobispo Polak animó a afrontar la verdad sobre estos hechos con transparencia y a luchar contra los abusos mediante la cooperación para lograr superar la «cultura del silencio», pero sobre todo a superar el miedo que aún persiste en muchas diócesis: «El miedo a nuestra imagen, a perder nuestra reputación, a los procedimientos judiciales». Dentro de las medidas tomadas por la Iglesia destacó el reemplazo, a petición propia, del obispo Zbigniew Kiernikowski tras concluir una investigación de la Santa Sede por negligencia en relación con abusos sexuales a un menor en la diócesis de Siedlce. En julio de 2021, a raíz de una investigación realizada por una comisión especial del estado polaco se anunció que hay sacerdotes implicados en casi un tercio de los actos de pederastia registrados entre 2017 y 2020. Dicha Comisión estatal estudió más de 300 casos en ese periodo.

### Portugal
En febrero de 2023, la comisión independiente —creada por la Conferencia Episcopal Portuguesa (CEP) a finales de 2021— que investiga los abusos en la Iglesia católica ha estimado el número de víctimas de los últimos setenta años en cerca de 5000. La Comisión validó 512 testimonios en su informe final, aunque ha enviado a la Justicia solo veinticinco casos pues, en su mayoría, están prescritos. Su coordinador, Pedro Strecht, ha precisado que «no es posible cuantificar el total de crímenes» dado que un gran número de víctimas fueron abusadas más de una vez. Según la investigación, la mayoría de abusadores eran hombres (96 %) y sacerdotes (alrededor del 70 %), mientras que los abusos se produjeron en seminarios, centros de acogida, escuelas o instituciones deportivas. Respecto a las víctimas, la mayoría fueron niños y su media de edad apenas superaba los once años, el 77 % nunca presentó una queja ante la Iglesia y solo un 4 % denunció ante la Justicia.

## Principales acusaciones
Los escándalos en los cuales se vieron implicados miembros de la Iglesia Católica, trajeron como consecuencia la acusación contra sus estructuras jerárquicas, las cuales fueron vistas en la mayoría de las veces como protectoras del incriminado a través de un complejo y sistemático proceso. En consecuencia, muchos obispos y superiores religiosos fueron denunciados por las víctimas y presentados por los medios como encubridores. Los casos pusieron en evidencia una disparidad entre la justicia civil y la eclesiástica y el desconocimiento de la opinión pública sobre aspectos de competencia jurídica como los distintos concordatos. Sin embargo, los escándalos tuvieron notables repercusiones dentro del Derecho Canónico.[cita requerida]

### Falta de medidas contra los sacerdotes pedófilos
En numerosos casos, los sacerdotes y religiosos acusados de actos de abuso sexual contra menores, cuando estos llegaron a conocimiento de sus superiores inmediatos, recibieron como sanción llamados de atención privados y fueron desplazados a otros sitios alejados del lugar. Algunos diócesis sometieron a los acusados a tratamientos y evaluaciones psicoterapéuticas, tras las cuales estaban habilitados para reanudar sus actividades pastorales si los psicólogos o psiquiatras que los trataban le advertían al obispo que no había riesgo de reincidencia. En muchos otros casos, sea incriminados como sus superiores, ofrecieron e incluso pagaron sumas de dinero extrajudiciales con el fin de evitar que el escándalo saliera a la luz pública.[cita requerida]
Quienes defienden el accionar de los obispos sugieren que, al reasignar a los sacerdotes a sus labores tras el tratamiento, estaban actuando de acuerdo con el mejor consejo médico cuando éste estaba disponible. Por su parte, los críticos han cuestionado si los obispos pueden necesariamente llegar a juicios acertados en circunstancias serias sobre la mejora psicológica de un sacerdote, basándose en el consejo de profesionales ampliamente considerados como de opiniones cambiantes. Los obispos fueron criticados por actuar como meros "empresarios", quienes veían los casos de abuso como un asunto médico y disciplinario del sacerdote, y que estaban preocupados por mantener el tema en secreto con el objeto de lograr un manejo financiero y administrativo óptimo en vez de preocuparse por los intereses de las víctimas:[cita requerida]

La antigua tradición católica codificada en el Derecho canónico de la Iglesia, desde hace mucho tiempo, ha sostenido que ciertos pecados graves, por su naturaleza, descalifican a un hombre para continuar en el ejercicio público del sacerdocio. El punto no es la retribución; el punto es la iconografía. Un sacerdote que abusa sexualmente de niños ha claramente desfigurado su imagen como una representación viva de Cristo, quien pedía que los niños pequeños se le acerquen [Lucas 18:16]. Un sacerdote que abusa sexualmente de menores impúberes de modo habitual es prácticamente culpable del pecado de seducción así como también del pecado específico de sodomía y fornicación. ¿Acaso los pecados habituales de esta especie no dejan a un hombre incapaz de manifestar esa paternidad espiritual que es la esencia del sacerdocio católico? Estas son fundamentalmente cuestiones teológicas, y no sencillamente preguntas sobre la "disciplina en la Iglesia."... Cuando un obispo ha sido negligente en su responsabilidad paterna para con sus sacerdotes, cuando se ha acostumbrado a tratar el abuso sexual de los clérigos como un mero asunto disciplinario, y cuando las presiones de la cultura terapéutica empiezan a oprimirlo, una noble virtud, la compasión, puede transformarse en un vicio: la irresponsabilidad episcopal. El obispo deja de entender que algunos actos hacen que un hombre sea indigno de cualquier ministerio sacerdotal. Y así el obispo recicla dentro de su parroquia (o hacia otras diócesis) hombres quienes son tanto amenazas para sus potenciales víctimas como iconos irreparablemente desfigurados.

Un ejemplo de la política de desplazar a los incriminados de lugar a lugar es el caso del sacerdote Eleuterio "Al" Ramos de la diócesis de Orange, quien, como en otros casos, fue reasignado a otra parroquia tras su tratamiento, como lo evidencia un documento fechado 3 de abril de 1980 en donde el acusado fue transferido a otro lugar de acción pastoral después de haber sido sometido a tratamientos psicológicos por actos cometidos a finales de la década de los 70. En 1993 y 1994 dos expedientes habían sido abiertos para Ramos y para la Diócesis de Orange por el caso de dos muchachos a los cuales, según el informe, Ramos embriagó, les mostró películas pornográficas y procedió al abuso. Ramos admitió en la Corte que había abusado de un número mayor de muchachos y que les había tomado fotos desnudos. Fue transferido a un centro de rehabilitación en Massachusetts y en 1985 fue transferido a Tijuana. Otro expediente fue abierto en 2003 para Ramos, acusado de violar un muchacho en un hotel de San Diego con otros sujetos y del abuso repetido de muchachos del condado de Orange después de que el sacerdote dejó la diócesis. En el juicio de 2003, confesó que había abusado de al menos 25 muchachos. Murió un año después, a los 64.

### No denunciar ante la Policía
A ojos de la opinión pública, los superiores de religiosos incriminados ejercieron el acto de encubrimiento al no denunciar a las autoridades locales los casos y tomar medidas como las descritas arriba, es decir, ordenar tratamientos terapéuticos, transferencias y silencio ante la opinión pública. Sin embargo, se desconoce que la Iglesia católica como organismo internacional representado por la Santa Sede tiene una serie de tratados oficiales con diferentes naciones del mundo los cuales son considerados dentro del ordenamiento jurídico internacional. Muchos de esos tratados son los concordatos los cuales vienen regulados en cada país en convenios entre el Estado y la Santa Sede. Desde esa perspectiva y en numerosos casos por países, sacerdotes o religiosos que incurren en cierto tipo de delitos vienen procesados por los estamentos judiciales de la Iglesia católica, que contempla penas específicas para casos como el abuso sexual a menores de edad. Desde este punto de vista, muchos superiores no siguieron los procesos del Derecho Eclesiástico que contemplan incluso el retiro definitivo del infractor. Cuando las víctimas denunciaron los delitos a la opinión pública, se presentó un contraste evidente entre los dos derechos, el civil y el eclesiástico y la sensación ante aquellos que desconocen la lógica jurídica de la Iglesia de que esta no denunció los casos a la policía del país en donde ocurrió el delito, como dentro de la sociedad civil se hace de manera ordinaria. Un paralelo a este caso se presenta entre el derecho penal civil y el derecho militar en el cual si un militar comete un delito, corresponde a un tribunal militar su enjuiciamiento y depende de dicho tribunal militar si el caso amerita ser transferido a un tribunal civil. Si el uniformado, en virtud de su delito, pierde la calidad militar, este puede ser juzgado por un tribunal civil como civil. Este ejemplo es paralelo para aquellas personas investidas con la condición de clérigos o religiosos pertenecientes a la Iglesia Católica en el mundo.[cita requerida]
El problema se agrava porque en numerosos casos no se siguió el proceso de acuerdo al Derecho Canónico. Por ejemplo, en el caso de los norbertinos, se ha demostrado que estos no solo sabían de las tendencias pedofílicas del sacerdote Brendan Smyth, sino también de alegatos en su contra por abuso sexual que databan incluso de 1945 y, sin embargo, ante la falta de acción, a finales de la década de los 80 e inicios de los 90 las autoridades públicas de Irlanda se decidieron a iniciar su persecución.[cita requerida]
Un ejemplo del choque entre el derecho civil y eclesiástico se presentó en mayo de 2001 cuando el entonces cardenal Joseph Ratzinger, prefecto de la Congregación para la Doctrina de la Fe, envió una carta a los obispos declarando que las investigaciones internas de la Iglesia sobre los casos de abuso sexual infantil estaban sujetas a secreto pontificio y que no debían ser denunciadas a las fuerzas públicas hasta que las investigaciones fueran completadas bajo pena de excomunión.[cita requerida] En dicho acto, el cardenal obraba dentro de los procesos eclesiásticos y el secreto era válido solo para la investigación interna, así como lo es para un proceso penal militar. Por otra parte, no tuvo la intención de desalentar a las víctimas a reportar los casos de abuso sexual a la policía.[cita requerida]
Una de las consecuencias de este choque de ámbitos judiciales se presentó en la legislación estadounidense que obliga a la denuncia de los casos de abuso sexual a la policía, por ejemplo en una ley del Estado de Massachusetts que dice:

En donde sea, la operación definitiva de esta acta es la consecución de su propósito, el cual es ordenar el reporte de abuso por ciertos oficiales religiosos y la protección de víctimas del abuso infantil, por lo tanto, es declarado aquí el caso como una ley de emergencia, necesaria para la inmediata preservación de la seguridad pública y la conveniencia.

Otro caso se presentó en Colombia en el caso del sacerdote Efraín Rozo, acusado de haber violado a niños y jóvenes en Estados Unidos, delitos que confesó en un video por lo cual se le lleva un proceso en California. El Tribunal Eclesiástico de Bogotá le adelantó un proceso por el abuso de dos seminaristas, entre ellos su sobrino, hace más de 40 años, pero al final fue declarado inocente porque según la sentencia los delitos prescribieron por haber sucedido hace más de 40 años. En un comunicado emitido por el vicario judicial eclesiástico de la capital colombiana, se declara:

Fueron practicadas todas las pruebas y diligencias que establece el derecho canónico, y oído el padre Rozo, desmintió categóricamente lo que había afirmado en la televisión, argumentando que fue presionado y manipulado en contra de su voluntad al sostener y afirmar hechos que no son ciertos.

Otro caso que describe los procesos judiciales de la Iglesia y su contraste con el derecho civil lo presenta el cardenal Bernard Law, Arzobispo de Boston, al cual numerosas peticiones de laicos y los medios pidieron su renuncia por la evidencia de numerosos casos de abuso sin debido proceso. Ante la negativa del anciano prelado, el papa Juan Pablo II "aceptó" su renuncia de acuerdo al artículo 401, párrafo 2 del Código de Derecho Canónico que dice que un obispo renuncia a su cargo por "razones graves", lo cual lo hace "no apto" para ejercer más el cargo.[cita requerida]

### Encubrimiento de abusadores
El principal modelo de comportamiento es el caso "Brendan Smyth" en Irlanda del Norte, cuya detención en 1997 causó una crisis política en Irlanda y un duro cuestionamiento a su comunidad religiosa, los norbertinos, quienes conocieron el comportamiento delictivo de Smyth por espacio de 40 años y no adelantaron ningún proceso disciplinario ni ante las autoridades eclesiásticas ni mucho menos ante las autoridades civiles. Analistas católicos como no católicos discrepan si existió una confabulación deliberada para ocultar la naturaleza de su comportamiento, o si tuvo que ver en lo que pasó la completa incompetencia de sus superiores de la Abadía Kilnacrott, o si tal vez hubo una mezcla de la incompetencia de sus superiores con su presunción de que lo que ocurría con los miembros de su orden no era de su incumbencia. Al respecto, William McMurry, abogado de Louisville, Kentucky, entabló una demanda en contra de la Santa Sede en junio de 2004 representando a tres hombres que alegaban abuso sexual y que acusaron a los líderes de la Iglesia de organizar un encubrimiento de los casos de abuso sexual de niños. Los expertos legales predijeron el fracaso de la demanda por la soberanía de la Santa Sede y la falta de evidencia de complicidad.
En agosto de 2018, la Fiscalía General de Pensilvania en Estados Unidos publicó un informe elaborado por un Gran Jurado sobre los abusos sexuales cometidos por miembros del clero en seis diócesis de ese estado. Dicho informe, que contó con la ayuda de agentes del FBI e identificaba con nombres y apellidos a 301 sacerdotes predadores que abusaron de más de mil menores en un período de más de seis décadas, señalaba el encubrimiento sistemático por parte de la jerarquía eclesiástica, lo cual permitió que los agresores fueran trasladados a otros destinos (pequeñas parroquias y escuelas) sin desvelar los motivos y que a su vez prescribieran dichos delitos. El fiscal general Josh Shapiro afirmó tener pruebas de que el Vaticano sabía de dicho encubrimiento pero, según el Gran Jurado, «los líderes de la Iglesia prefirieron proteger a los abusadores y su institución» en lugar de poner los hechos en conocimiento de las autoridades o tomar medidas firmes para impedir que continuasen las agresiones a los menores.

### Chantajes a las víctimas
El pago extrajudicial a las víctimas de abuso infantil por parte de los clérigos infractores e incluso por parte de sus superiores con el fin de comprar su silencio ha sido otro aspecto que agrava la situación. Si los mismos fueron hechos por los mismos superiores, quedan incriminados como encubrimiento de un delito, tanto dentro del derecho civil como eclesiástico. Un caso célebre es el del cardenal Connel de Dublín al cual se le acusó de prestar dinero a un sacerdote incriminado para comprar el silencio del acólito Andrew Madden. El arzobispo Connel se defendió asegurando que prestó el dinero sin conocer para qué iba a utilizarlo. La historia quedó registrada en un libro que Madden publicó como Acólito: una vida después de abuso donde relata su drama.

## Consecuencias

### Medidas de prevención
El aumento de denuncias y la publicación en los medios tuvo bien pronto sus consecuencias en la Iglesia, en especial durante el pontificado de Juan Pablo II. Una de las consecuencias fue la de revisar los procesos de formación sacerdotal en los seminarios y el 25 de marzo de 1992 completó la exhortación apostólica Pastores Dabo Vobis ("Os daré pastores"), uno de los documentos papales más largos de la historia. Este documento estudiaba la crisis de la identidad sacerdotal, la renovación de la vida sacerdotal y la reforma de los seminarios en detalle. Asimismo, en el 2002 hubo una reunión en la Ciudad del Vaticano impulsada por el papa Juan Pablo II con los principales Obispos de Estados Unidos para tratar del problema del abuso sexual por miembros del clero. La Conferencia Episcopal de Estados Unidos aprobó dos normativas importantes:
- Normas esenciales sobre las acusaciones de abusos sexuales y sobre el procedimiento en las acusaciones que se presentaran.[198]
- Estatutos para la protección de niños y jóvenes.[199]

Algunos[¿quién?] han atribuido la reducción del número de acusaciones de abuso a partir de la década de los 90 a los esfuerzos de reforma de este Papa.
Desde este pontificado, la Iglesia comenzó a tratar el tema de la homosexualidad dentro del clero, ya que la mayoría de los casos de abuso involucran varones púberes. La Congregación para la educación católica publicó un documento en 2005 en donde establece una interrelación entre la homosexualidad y la pedofilia y declara que la Iglesia "no puede admitir en los seminarios o para las sagradas órdenes a aquellos quienes practiquen la homosexualidad, presenten bien marcadas tendencias homosexuales o apoyen a la llamada 'cultura gay'".
La Conferencia Episcopal Española ha desarrollado un amplio plan de reformas entre las que se incluyen la creación de una Oficina de Protección de menores y Prevención de abusos para todas las diócesis, protocolos de prevención y formación sobre esta materia o la mejora de las garantías procesales.

### Pagos compensatorios y bancarrota de diócesis
En diciembre de 2006 la arquidiócesis de Los Ángeles, liderada por el cardenal Roger Mahony, acordó pagar 60 millones de dólares para resolver 45 de los más de 500 casos pendientes relacionados al abuso sexual cometido por sacerdotes. Varias arquidiócesis estadounidenses se declararon en quiebra, con la intención de que, si esta era otorgada, los juicios pendientes y futuros se resolvieran en cortes federales de bancarrota. Dichas diócesis han procedido a transferir activos de forma masiva hacia otras sociedades con el fin de eludir mayores pagos a los demandantes en los procesos de bancarrota. Bloomberg ha estimado en 2000 millones de dólares el patrimonio ocultado de este modo.
La diócesis de Tucson se declaró en quiebra en septiembre de 2004, y la diócesis de Spokane en diciembre. La de Tucson llegó a un acuerdo con sus víctimas, que el juez de bancarrota aprobó el 11 de junio de 2005; la de Spokane como parte de su bancarrota acordó pagar al menos 48 millones de dólares como compensación a las víctimas. Todos los pagos tenían que ser acordados con las éstas y otro juez antes de ser realizados. También la diócesis de San Diego se declaró en quiebra. En total, más de una veintena de diócesis estadounidenses se han declarado en bancarrota a partir de 2004; el obispo de la Diócesis de Norwich, Michael Cote, ha reconocido que, a fecha de julio de 2021, 28 diócesis y 3 órdenes religiosas católicas se han acogido a esta fórmula legal en Estados Unidos para afrontar las elevadas indemnizaciones que se prevé desembolsar a las víctimas. Desde los años ochenta las diócesis católicas de Estados Unidos han abonado unos cuatro mil millones de dólares por demandas relacionadas con abusos sexuales; la agencia Associated Press estima que, a raíz de decretos para facilitar nuevas denuncias como el Child Victims Act del Estado de Nueva York, esto podría suponer un desembolso para la Iglesia de 4000 millones adicionales.
Varias víctimas de abusos sexuales cometidos por religiosos belgas presentaron el 16 de septiembre de 2011 una denuncia para pedir responsabilidades a la Iglesia e indemnizaciones para los afectados. La denuncia colectiva, dirigida contra los obispos y responsables eclesiásticos de la Iglesia belga y de la Santa Sede, se interpuso el 16 de septiembre ante el tribunal de primera instancia de Gante, según indicó la abogada de las víctimas, Christine Musche, al diario De Morgen. El objetivo de la demanda es constatar la responsabilidad civil de la Iglesia y solicitar una indemnización.
El grupo Red de Supervivientes de las Víctimas de Abusos por Sacerdotes y el grupo de derechos humanos Centro para los Derechos Constitucionales declararon haber presentado una denuncia en el Tribunal Penal Internacional alegando que líderes de la Iglesia, con Benedicto XVI al frente, toleraron y permitieron el sistemático y generalizado encubrimiento de abusos contra menores.

## Postura de la Iglesia

### Derecho canónico
El derecho canónico es el conjunto de normas internas de la Iglesia católica cuyo principal cuerpo legislativo es el Código de Derecho Canónico (CDC) que incluye entre sus objetivos el de asegurar el orden debido, sea en la vida individual o social, sea en la actividad misma de la Iglesia.
En 1962, la Congregación para la Doctrina de la Fe, redactó la Instrucción conocida como Crimen sollicitationis que fue aprobada por Juan XXIII. En esta carta la Congregación para la Doctrina de la Fe (organismo eclesiástico que sucedió al Santo Oficio) definió procedimientos a seguir en caso de acusaciones de abuso sexual por parte de clérigos u obispos católicos en el ámbito de la confesión sacramental. De acuerdo con este documento, la excomunión inmediata es la pena para cualquier católico que omitiera por un mes el deber de denunciar a un sacerdote que incurriera en tales conductas como parte del ejercicio de la Penitencia.
En 1983, la Santa Sede promulgó una revisión al Código de Derecho Canónico. A partir de aquí, el canon 1395, §2 califica el sexo con menores por parte de los sacerdotes como un delito canónico. En 2001 se promulgó una revisión del documento, acorde con el Código de Derecho Canónico de 1983 y el Código de Cánones para las Iglesias Orientales de 1990. En abril de 2001, la Congregación para la Doctrina de la Fe de la Santa Sede publicó Sacramentorum sanctitatis tutela, o Tutela de la Santidad de los Sacramentos. Este reemplazaba el Crimen sollicitationis.
Dentro del CDC existe el procedimiento pertinente a la gravedad de un delito como el de la pedofilia y no existen atenuantes que permitan que el incriminado sea exonerado de sus responsabilidades. El canon 1311 señala además que la Iglesia tiene el derecho de juzgar a los fieles que han cometido un delito, entendido este como atentado contra las leyes eclesiales o contra la fe católica. Por otro lado, el Derecho Canónico no contempla la previsión de que las víctimas o los testigos del acto delictivo denuncien tales hechos ante las autoridades civiles. En la sección "Delitos contra la vida y la libertad humana", del canon 1397 dentro de la regulación para clérigos y religiosos se establece [que el sacerdote o religioso] que cometa homicidio, violación carnal o retenga a otro con el uso de violencia, así como el que mutile o hiera de gravedad a una persona, debe asumir las sentencias descritas en el canon 1397. Este último señala, después de un proceso penal eclesiástico y de acuerdo a la gravedad del delito, penas como las siguientes:
- Prohibición de permanecer en un determinado lugar o territorio.
- Privación de derechos tales como la potestad, el cargo, el oficio, privilegios, facultades, gracias, títulos e insignias (incluso honoríficas).
- Prohibición de ejercer, lo cual puede darse dentro de un territorio determinado o a modo universal.
- El incriminado puede ser transferido a otro tribunal eclesiástico superior.
- Suspensión del estado clerical.

En 2013 se incorporó al ordenamiento penal de la Santa Sede el delito sobre pornografía infantil. El papa Francisco lo incorporó a través de un motu proprio tras inaugurar su pontificado. Contempla penas entre 1 y 5 años de prisión. El Vaticano condenó el 23 de junio de 2018 a Carlo Alberto Capella, sacerdote italiano y ex diplomático de la Nunciatura en Washington a una pena de 5 años y 5000 € de multa por posesión, cesión e intercambio de pornografía infantil. El Papa también ha promulgado, en 2021 y 2022, nuevas reformas del derecho canónico para endurecer las penas contra la pederastia clerical y acelerar los procedimientos judiciales.

### Delito o pecado
Algunas víctimas acuden al sacramento de la confesión ante otro ministro en búsqueda de ayuda efectiva a su situación, sin embargo lo único que hacen es neutralizar a quien podría ayudarles porque involucra otro aspecto jurídico eclesial: el sigilo sacramental que, de acuerdo al canon 983 del CDC establece que este es inviolable y adelanta que los confesores no pueden de manera absoluta traicionar ni una sola parte de aquellos que el penitente les dice con palabras u otro medio. Si la víctima narra los hechos a otro sacerdote de ese modo, dicho sacerdote queda impedido para revelar lo que sabe en ningún tribunal eclesiástico o civil, elemento jurídico reconocido por la mayoría de los Estados. 
Si un niño es víctima de un caso de abuso sexual, debe comprender que no ha cometido pecado, sino que el pecado es del abusador.
Respecto al problema pecado o delito dice Pepe Rodríguez que el abuso sexual debe ser tratado como delito y no como pecado:

(...) ya que en todos los ordenamientos jurídicos democráticos del mundo se tipifican como un delito penal las conductas sexuales con menores a las que nos vamos a referir. Y comete también un delito todo aquel que, de forma consciente y activa, encubre u ordena encubrir esos comportamientos deplorables. Usar como objeto sexual a un menor, ya sea mediante la violencia, el engaño, la astucia o la seducción, supone, ante todo y por encima de cualquier otra opinión, un delito. Y si bien es cierto que, además, el hecho puede verse como un "pecado" ―según el término católico―, jamás puede ser lícito, ni honesto, ni admisible abordarlo solo como un "pecado" al tiempo que se ignora conscientemente su naturaleza básica de delito, tal como hace la Iglesia católica, tanto desde el ordenamiento jurídico interno que le es propio, como desde la praxis cotidiana de sus prelados.

Sin embargo, el CDC distingue entre pecado y delito y establece penas para los delitos que describe in extenso en su corpus iuris, por ejemplo en el Libro VI sobre las sanciones en la Iglesia para delitos y penas en general. Por ejemplo, un incriminado en delitos graves como el abuso infantil no necesariamente queda exonerado de sus responsabilidades civiles por la absolución en confesión, la cual es materia espiritual y cae dentro del término del arrepentimiento. La distinción católica entre delito y pecado queda descrita también en la existencia de los tribunales eclesiásticos diseñados para penalizar los delitos y la existencia del sacramento de la confesión y las penitencias cuya función es la de purificar el pecado según la cosmogonía católica. Por ejemplo, un confesor no puede exigir al penitente la confesión del delito, incluso si el confesor tiene conocimiento de su culpabilidad y tampoco puede imponerle el juramento, situación esta que un tribunal eclesiástico puede hacer porque no adelanta un sacramento, sino un proceso judicial.

### Declaraciones de los papas sobre la problemática
En 1962 el cardenal Alfredo Ottaviani, secretario de la Congregación para la Doctrina de la Fe envió una carta que se conoció con el nombre de Crimen sollicitationis. En esta carta, dirigida a «todos los patriarcas, arzobispos, obispos y otros ordinarios locales, incluidos los del rito oriental», el Santo Oficio estableció procedimientos a seguir para tratar los casos de clérigos (sacerdotes u obispos) de la Iglesia Católica acusado de haber usado el sacramento de la penitencia para hacer avances sexuales a los penitentes; Sus reglas eran más específicas que las genéricas en el Código de Derecho Canónico.
Instruyó que se utilicen los mismos procedimientos cuando se trata de denuncias de comportamiento homosexual, pedófilo o zoófilo por parte de clérigos. Repitió la regla de que cualquier católico que durante más de un mes no haya denunciado a un sacerdote que haya hecho tales avances en relación con la confesión fuera excomulgado y podría ser absuelto solo después de haber denunciado al sacerdote ante el Ordinario del lugar o ante la Santa Congregación del Santo Oficio, o al menos prometiendo hacerlo.
En 1983 la Iglesia católica promulgó una versión revisada del Código de Derecho Canónico que incluía un canon (1395, §2) que nombraba el sexo con un menor por clérigos como un crimen canónico que debía ser castigado con penas justas, sin excluir el despido del estado clerical si fuera el caso. así lo justifica. Según De delictis gravioribus, la carta enviada en mayo de 2001 por el entonces cardenal Joseph Ratzinger, que más tarde se convirtió en Papa Benedicto XVI, Prefecto de la Congregación para la Doctrina de la Fe, y de acuerdo con el Padre Thomas Patrick Doyle, quien sirvió como perito en derecho pontificio canónico, Crimen Sollicitationis estuvo vigente hasta mayo de 2001.
En abril de 2001, Juan Pablo II afirmaba en una carta que un pecado contra el Sexto Mandamiento del Decálogo por parte de un clérigo con un menor de 18 años debe considerarse un pecado grave, o delictum gravius. En Sacramentorum sanctitatis tutela (Salvaguardando la Santidad de los Sacramentos), "§1 Reserva a la Congregación para la Doctrina de la Fe (CDF) que se extiende a un delito contra el sexto mandamiento del Decálogo cometido por un clérigo con un menor de dieciocho años. §2 Quien haya perpetrado el delito mencionado en §1 será castigado de acuerdo con la gravedad de la ofensa, sin excluir el despido o la deposición ". En otras palabras, el CDF recibió un mandato más amplio para abordar los casos de abuso sexual.
En una disculpa de 2001, Juan Pablo II llamó al abuso dentro de la Iglesia una profunda contradicción de la enseñanza y el testimonio de Jesucristo. En 2002, Juan Pablo II pronunció un discurso ante los cardenales de Estados Unidos, donde señaló que los abusos cometidos por sacerdotes son reflejo de una crisis moral que afecta a la sociedad entera. En 2004, durante la visita ad límina de obispos de Estados Unidos, se refirió al problema en varios de sus discursos.
El papa Benedicto XVI condenó los abusos sexuales en reiteradas ocasiones, afirmando que "sacerdocio y pedofilia son incompatibles".
En el discurso a los obispos irlandeses en visita «ad Limina», de octubre de 2006, Benedicto XVI les exhortaba a "establecer la verdad de lo sucedido, dar todos los pasos necesarios para evitar que se repita, garantizar que se respeten los principios de justicia y, sobre todo, curar a las víctimas y a todos los afectados por esos crímenes abominables".
En abril de 2008, durante su viaje a Estados Unidos, Benedicto XVI se reunió con un pequeño grupo de víctimas de abusos para escucharles y alentarles. Durante ese viaje, habló en diversas ocasiones de la situación y las medidas tomadas.
En su viaje a Australia, en 2008, reafirmó que las víctimas deben recibir compasión y asistencia, y los responsables de estos males deben ser llevados ante la justicia. Se reunió con un grupo de víctimas de abusos.
En su visita apostólica a Alemania, en septiembre de 2011, se reunió con un grupo de víctimas de abusos sexuales cometidos por personal de la Iglesia. Les reiteró la voluntad de los responsables de la iglesia de afrontar todos los crímenes y poner los medios necesarios para que no se repitan.
En su primera audiencia con el arzobispo Gerhard Muller, prefecto de la Congregación para la Doctrina de la Fe, el papa Francisco ha pedido que se actúe con firmeza contra los clérigos que hayan cometido abusos sexuales sobre menores para que sean llevados ante la justicia, invitó a la jerarquía de la Iglesia a promover «ante todo medidas de protección de los menores» y a que «se ayude a todos aquellos que han sido víctimas de violencia en el pasado», en tanto que impulsó a las conferencias episcopales de todos los países a «formular y actuar» las directivas establecidas.
El portavoz de la Oficina de Prensa de la Santa Sede, Greg Burke, al comentar la carta que el papa Francisco publicó el 20 de agosto de 2018, indica que:

Es significativo que el papa se refiera a los abusos como un crimen, no solo un pecado y que pida perdón. Francisco “es muy consciente de que todos los esfuerzos no serán suficientes para reparar el daño hecho a las víctimas”, muchas de las cuales han sido escuchadas por el Pontífice “a lo largo de los años y esto claramente se nota en la carta. El papa lo subraya: las heridas nunca prescriben”.

## Debate sobre las posibles causas del escándalo
Las razones por las cuales tantos sacerdotes se vieron implicados en casos de abuso a menores de edad es materia de estudio por parte de muchos observadores dentro y fuera de la Iglesia católica. Si bien muchos se centran en adelantar un proceso ejemplar que condene no solo a los abusadores, sino a aquellos que por una u otra razón no adelantaron procesos efectivos que llevaran a la protección de los niños.

### Celibato obligatorio
Una de las discusiones a las que ha conducido el problema del abuso infantil es a cuestionar el celibato sacerdotal católico. Para muchos,[cita requerida] no todos los sacerdotes están habilitados para cumplir este precepto y sus urgencias sexuales los llevan a buscar compensaciones afectivas las cuales pueden dirigir a niños en lugar de adultos ante los cuales ocultan dichas tendencias al no estar casados. Otras observaciones dicen que las personas con predisposición al abuso sexual infantil pueden ser atraídas por un estilo de vida célibe debido a la confusión que sienten sobre su identidad u orientación sexual. Se ha dicho[cita requerida] que aquellos que ya abusan de niños, ingresan en el clero católico para obtener un encubrimiento en una institución que se centra en el celibato y porque el clero puede tener un frecuente acceso a los niños. De otro lado, observadores calculan que en el mundo existen 130 000 sacerdotes católicos casados que no pueden ejercer por dicha razón.
Se ha argumentado que no existen estadísticas de un mayor nivel de actividad sexual orientada hacia los niños en el clero célibe católico en comparación con el clero casado de otras denominaciones, o en su defecto de los profesores de los colegios. De ser esto cierto, se pueden dar dos situaciones: (I) aquellos con predisposición a abusar de niños no necesariamente van a ingresar al clero católico, y (II) quienes ya abusan de niños, como grupo, tampoco deciden ingresar al clero católico, aunque parece probable que algunos abusadores sí lograron acceder al sacerdocio católico como lo han hecho en el de otras denominaciones. Se ha señalado[cita requerida] que la manera más fácil de tener acceso a los niños es formar una familia, y que el abuso sexual infantil es más notable dentro de las familias. En consecuencia, elegir una profesión que requiere de celibato puede considerarse como una desventaja para el posible abusador de niños.
La Comisión Especial que investigó los casos de pederastia en Australia desde 1920 pidió a la Conferencia de Obispos australiana que solicitara a la Santa Sede una enmienda a la ley canónica para que el celibato no sea obligatorio, entre otras recomendaciones. En su informe final, publicado en 2017, dicha comisión reconoció que si bien el celibato obligatorio no es la causa directa del abuso, sí que contribuye a que se den abusos sexuales a menores en combinación con otros factores de riesgo y puede, asimismo, desencadenar disfunciones psicosexuales y mentales. «Para muchos miembros del clero y religiosos, el celibato es una idea inalcanzable que hace que se viva una doble vida y contribuye a una cultura del secreto y la hipocresía y esta cultura parece haber contribuido a que se soslaye la transgresión del celibato y se minimice el abuso sexual como un lapso moral perdonable», recalcaba el informe.
Conviene además añadir[cita requerida] que en la formación de los candidatos al sacerdocio la correcta integración de la afectividad y más en concreto el ejercicio de la sexualidad es fundamental para acceder al sacerdocio, de forma que cualquier problema relacionado con el ejercicio de la sexualidad ha de ser resuelto varios años antes de la ordenación.
Sobre la supuesta relación entre la pederastia y el celibato de los sacerdotes, Jorge Bergoglio (luego papa Francisco) afirmó en el libro El jesuita que la pederastia como perversión en un individuo preexiste a su opción por el celibato sacerdotal:

El 70 % de los casos de pedofilia se producen en el entorno familiar o vecinal. Hemos leído crónicas de chicos abusados por sus papás, sus abuelos, sus tíos, cuando no por padrastros. O sea, son perversiones de tipo psicológico, previas a una opción celibataria. Si hay un cura pedófilo, es porque lleva la perversión desde antes de ordenarse. Y tampoco el celibato cura esa perversión. Se la tiene o no se la tiene. Por eso hay que tener mucho cuidado en la selección de los candidatos al sacerdocio. En el seminario metropolitano de Buenos Aires admitimos aproximadamente al 40 % de los que se presentan.
Jorge Mario Bergoglio

### Carencia de sacerdotes
Es un hecho que el número de clérigos católicos es bastante reducido en América del Norte, Europa, Australia y Nueva Zelanda, y por lo tanto, es lícito afirmar que en aquellos lugares importa conseguir nuevos sacerdotes o por lo menos mantener los existentes. Por eso se ha alegado[cita requerida] que la jerarquía católica actuó con el fin de preservar el número del clero y asegurar que estuvieran disponibles para desempeñar sus funciones, en vista de las acusaciones de que los sacerdotes que cometieron los abusos no eran dignos de ejercer.
Otros,[cita requerida] sin embargo, discrepan y creen que el mal manejo de los casos de abuso sexual por parte de la Iglesia reflejaba la actitud prevaleciente hacia ese tipo de actividades en la época, la cual consistía en suprimir la información, porque podía causar escándalo y una pérdida de confianza hacia la institución. Esa actitud era la misma que adoptaban los medios de comunicación y las organizaciones seculares cuando ocultaban o ignoraban la información que podía afectarles, desde la sexualidad promiscua de los políticos hasta la violencia doméstica. Ven a la Iglesia como una institución que cometió errores horrendos pero genuinos, pues sus líderes no estaban al tanto con la creciente demanda de responsabilidad y rendición de cuentas de la sociedad.

### Relajación de costumbres
Los católicos tradicionalistas sostienen que el Concilio Vaticano II (1962-1965) creó un ambiente que animó a los sacerdotes a cometer abusos sexuales. El concilio buscaba adaptar la disciplina eclesiástica a las necesidades y métodos de nuestro tiempo, como un método apropiado para salir adelante y anunciar el Evangelio. Pero los tradicionalistas creen que esto dio lugar a una conversión de los católicos al secularismo y no lo contrario. Por ejemplo, en la edición del 27 de enero de 2003 de la revista Time el actor y católico tradicionalista Mel Gibson dijo que el Concilio Vaticano II corrompió a la Iglesia y solo trajo consigo pedofilia y menos fieles. Sin embargo, los casos de abuso sexual de menores por parte de sacerdotes han ocurrido desde mucho tiempo antes del Concilio Vaticano II.[cita requerida] Algunos católicos tradicionalistas también han apuntado a una presunta "infiltración homosexual" dentro del clero como causa de los abusos.

## Crítica sobre la cobertura mediática
Hubo una opinión pública negativa respecto a lo que fuera percibido como un fallo de la jerarquía católica en responder en forma adecuada a las acusaciones de abuso y la aparente lentitud de respuesta de la Santa Sede.
Algunas fuentes argumentan que esta opinión pública negativa fue exagerada por malentendidos y diferentes perspectivas, alimentada por declaraciones hechas a los medios por varias partes con diferentes agendas, incluyendo abogados de aquellos demandando a la Iglesia por daños. Conforme el furor público fue aumentado, algunos miembros de la Iglesia católica comenzaron a ver una agenda anticatólica detrás de estos pronunciamientos.
Las críticas de la cobertura de medios por parte de los católicos y otros  se centran en el excesivo énfasis puesto en incidentes de abuso católicos. Tales voces argumentan que iguales o mayores niveles de abuso sexual infantil en  otros grupos religiosos y contextos seculares (como instituciones de enseñanza, cuerpos militares o hasta en el ámbito artístico), han sido o ignorados o han recibido una cobertura mínima por los medios.
El comentarista Tom Hoopes escribió:

Durante la primera mitad del 2002, los 61 periódicos más importantes de California publicaron 2000 historias de abuso sexual en instituciones católicas, mayormente relacionados con acusaciones pasadas. Durante el mismo periodo, esos periódicos publicaron cuatro historias acerca del descubrimiento del gobierno federal de un escándalo de abuso sexual mucho más largo ―y continuo― en escuelas públicas.

Philip Jenkins, profesor de Historia y Estudios Religiosos en la Universidad de Pensilvania, cree que la Iglesia católica fue injustamente destacada por los medios de comunicación seculares, quienes no publicitaron tanto escándalos similares en otros grupos religiosos, como la Comunión anglicana, iglesias protestantes, y las comunidades judías y musulmanas. Sostiene que la Iglesia católica podría tener una menor incidencia de sacerdotes pedófilos que las iglesias que permiten al clero contraer matrimonio porque estadísticamente, el abuso sexual de menores suele ocurrir dentro de las familias, pero los sacerdotes católicos, por su celibato, no tienen familias. Del mismo modo, el término "sacerdotes pedófilos", usado por los medios, da a entender un número grande de abusadores sexuales dentro del sacerdocio católico, cuando en realidad la incidencia sería menor que en otros segmentos de la sociedad. Sólo un 0,3 % de los sacerdotes católicos habrían sido abusadores de menores según este autor.

Mi investigación de los casos reportados durante los últimos 20 años no revelan evidencias de que el clero católico o cualquier otro clero célibe sea más propenso a involucrarse en conductas inapropiadas o en abusos que el clero de cualquier otra denominación, o incluso que los laicos. Sin embargo, ciertos medios de noticias ven el asunto como una crisis del celibato, aseveración que sencillamente no tiene fundamentos.
Philip Jenkins

Jenkins señala que la cobertura de las historias de abusos por parte de los medios se ha vuelto "...una grotesca efervecencia de retórica del anticatolicismo".
El periodista Brendan O'Neill también declaró que la prensa secular tergiversa y exagera sobre el tema, desinformando a sus lectores. De igual manera piensa el comunicador Bruno Mastroianni expresando que, en los casos de abuso, se exageran y tergiversan números y hechos.
Los sacerdotes Shay Cullen y Fortunato Di Noto que luchan desde hace muchos años contra redes pederastas, abuso y pornografía infantil, expresan que fuera de la Iglesia también hay muchos actos de pederastia, pero eso solo es noticia cuando va ligada a sacerdotes.

## Pederastia clerical en la cultura
En 2015 se publicó la película Spotlight de Thomas McCarthy, donde se narra la historia real de cómo la unidad de investigación del periódico The Boston Globe, denominada Spotlight, destapó a más de 200 curas depredadores sexuales de menores en la Iglesia católica de Boston, Massachusetts. El cardenal que encubrió a los curas pederastas, Bernard Francis Law, amigo de Juan Pablo II, vivió agazapado en el Vaticano, a pesar de que los Estados Unidos lo reclamaba, hasta su muerte en diciembre de 2017.
En febrero de 2019 Frédéric Martel publicó el libro Sodoma, que trata el tema de la homosexualidad ocultada en Ciudad del Vaticano. El autor afirma que la cultura de secretismo existente en la Iglesia conlleva en gran medida al encubrimiento de los abusos sexuales.

El abuso sexual no está relacionado con la homosexualidad, pero si miras en la Iglesia la mayoría de los abusos son de curas homosexuales. Sucede que como muchos obispos son gay, tienen miedo del escándalo, de los medios y, al final, de ellos mismos. Entonces protegen a los abusadores, no por el hecho de encubrir el abuso, sino para que no se sepa que ellos mismos son homosexuales. No solo están protegiendo al abusador, se están protegiendo a ellos mismos.
Frédéric Martel, para BBC Mundo.

El 25 de enero de 2019 Albert Solé, periodista y director de documentales, estrenó en Netflix el documental Examen de conciencia, una serie documental de tres episodios que trata los casos de abusos sexuales en las instituciones de la Iglesia católica en España. La historia versa sobre testimonios de víctimas, periodistas, expertos y religiosos donde se expone la complejidad y magnitud del problema.